# Kínai kert

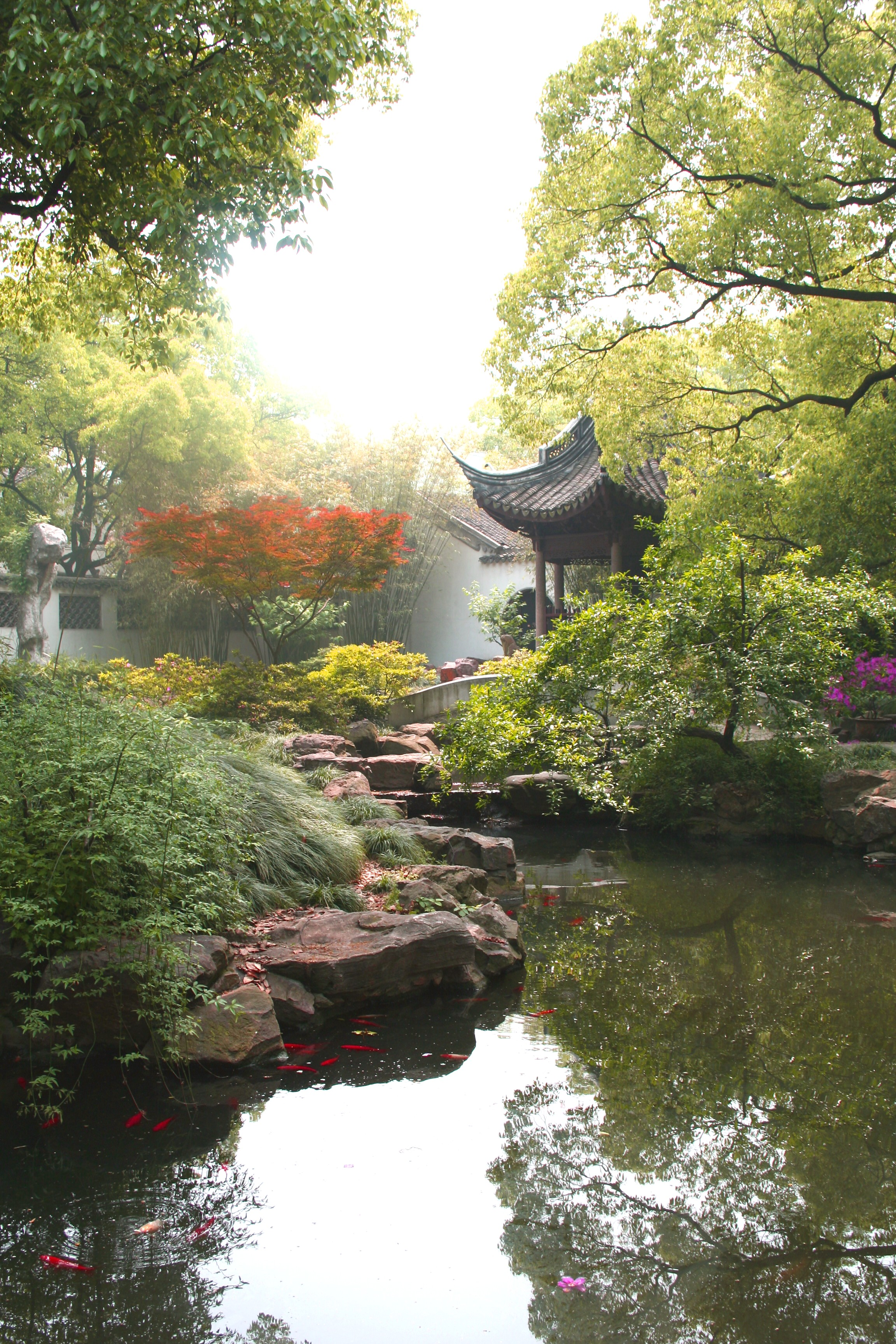
A 16. század elejéről származó kínai kert Vuhszi (Wuxi) városából

A kínai kert tájképkertészeti stílusa a kínai kultúra ősi ága, ami három évezredes fejlődésen ment keresztül. Nagy hatással volt a japán és koreai kertkultúra kialakulására is. Az uralkodói családok palotáihoz csatlakozó kerteken kívül magába foglalta a tudósok, költők, művészek, kormánytisztviselők otthonai melletti kerteket is. Ezek a fallal körülvett, a házak belső terét kiszélesítő lakóterületek lehetőséget nyújtottak a szemlélődésre, a külvilágtól való elzárkózásra. A tipikus kínai kertben dombok, sziklák, tavak adják a növényzet környezetét, miniatűr, idealizáltan romantikus tájat alkotva, és kisebb épületek szolgálják a pihenést és szemlélődést.
A kertművészet Kínában szoros összefüggésben fejlődött más művészeti ágazatokkal, elsősorban a tájképfestészettel, a kalligráfiával és a költészettel. A kertkultúra egyik csúcspontját Szucsou (Suzhou)ban érte el, ahol csaknem egy évezreden át, a 11. és a 19. század közötti virágzott ez a művészeti ágazat. A máig megmaradt 69 ottani kertből kilencet a világörökség részévé nyilvánítottak Szucsou klasszikus kertjei néven.

## Története

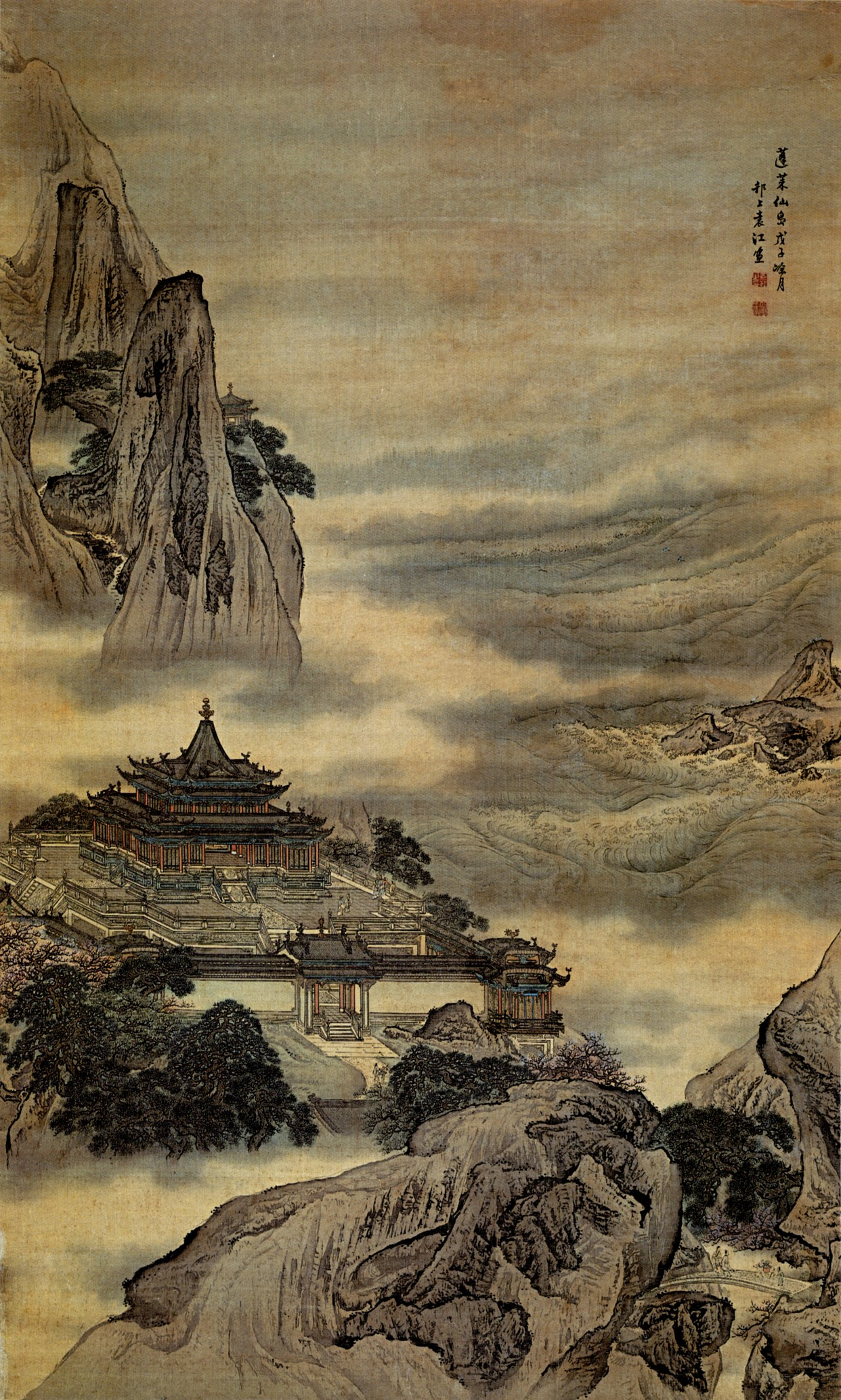
A Nyolc halhatatlan legendás hegye, a kínai kertek egyik gyakori részlete, középkori festményen

### Kezdetei
A kínai kertkultúra első igazi alkotásai a feljegyzések szerint a Sárga-folyó völgyében, a Sang-dinasztia (Shang-dinasztia) (i. e. 1600–1046) idején készültek el. Ezekben a kertekben az uralkodó és udvarának tagjai vadásztak is, valamint gyümölcsöt és zöldséget is termeltettek.
A kínai jóslócsontokon megőrződött feliratokból kitűnik, hogy ebben a korszakban háromféle karaktert alkalmaztak a kert kifejezésre: a ju (you), a pu és a jüan (yuan) jelet. A ju (you) olyan kertet jelentett, amiben állatokat tartottak, a pu ezzel szemben a növények számára szolgált. A Csin-dinasztia (i. e. 221 – i. e. 207) (Qin-dinasztia (i. e. 221 – i. e. 207)) idején a jüan (yuan) vált minden kert jelévé. A régi jüan (yuan) karakter – 園 – tulajdonképpen egy kis kert rajza, a keret jelképezi a körülvevő falat, benne egy kis négyzet egy tavat, további szimbólumok jeleznek egy épületet valamint egy gránátalmafát vagy ültetvényt.
A késői Sang-dinasztia (Shang-dinasztia) egyik híres kertje volt a Szellem terasza, tava, parkja (Lingtaj, Lingcsao, Lingju (Lingtai, Lingzhao Lingyou)), amit Venvang (Wenwang) király építtetett. Ez a kert a Dalok könyvében is szerepel.
Egy másik korai királyi kert volt a Homokdűnék kertje, amit az utolsó Sang (Shang) uralkodó Ti Hszin (Di Xin) (i. e. 1075–1046) építtetett. Egy döngölt teraszról lehetett áttekinteni a parkot, amiben kikövezett medence is volt, elég nagy kisebb csónakok számára. Sze-ma Csien (Sima Qian) A történetíró feljegyzései című művében, csaknem egy évezreddel később írja erről a kertről, hogy a medencét borral töltötték meg, a benne lévő szigetecskén lévő fáról sülthús-darabok lógtak, az uralkodó pedig ágyasaival a bor-tavon hajókázott (Bor-tó és hús-erdő, 酒池肉林). Ez a jelenet a kínai történetírásban az elpuhultság és a hanyatlás szimbólumává vált, és a bukott dinasztiákat a rákövetkező éra ideológusai gyakran konkrétan is ugyanezzel a kicsapongással vádolták meg.
A Tavasz és ősz korszak (i. e. 722 – i. e. 481) idején is több, azóta is híres kert épült. I. e. 505-ben hozták létre a Kuszu (Gusu) teraszokat a Taj-tóra néző hely oldalában. A parkban tavat is kialakítottak, amin kék sárkányokat formázó hajók úsztak. A legmagasabban fekvő teraszról csodálatos kilátás nyílt a Taj-tóra.

#### A halhatatlanok szigetének legendája
A Hegyek és vizek könyve című műben, az i. e. 4. században rögzítettek először egy ősi legendát, miszerint a Pohaj-tenger (Bohai-tenger)en egy szigeten él a nyolc halhatatlan. (A legendát később jelentősen továbbfejlesztették, átalakították.) Ezen a szigeten a paloták aranyból és platinából voltak, a fákon ékkövek lógtak. Lakóik nem ismerték a fájdalmat, a telet, a borospohár és a rizses csésze mindig tele volt, és az ott termő gyümölcsök fogyasztása biztosította az örök életet.
Csin Si Huang-ti (Qin Shi Huangdi), a Kínát egyesítő első császár a legenda alapján küldöttséget menesztett a Pohaj (Bohai)-tengerre, hogy kutassák fel az örök élet elixírjét. Amikor sikertelenül tértek vissza, a császár építtetett egy parkot egy nagy tóval, amit az Orchideák tavának neveztek el. Ezen a tavon felépítették a nyolc halhatatlan szigetének és az azon lévő hegynek a „másolatát” a legenda alapján. A császár halála után birodalma is hamarosan széthullott, kertjét lerombolták, de a legenda fennmaradt és tovább inspirálta a kertek építőit. A kínai kertekhez ma is gyakran tartozik egy vagy néhány sziget egy tavacskán, a nyolc halhatatlan hegyével.

### A Han-dinasztia kora
A Han-dinasztia korában, i. e. 206 – i. sz. 220 között Vu kínai császár (Wu Di) új birodalmi fővárost építtetett Csangan (Chang'an)ban, a mai Hszian (Xi'an) területén. Az itt kialakított hatalmas kert a mai botanikus, illetve állatkertekhez hasonlatos részeket is tartalmazott, valamint hagyományos vadasparkokat vadászat céljaira. Egy nagy mesterséges tóban három szigetet emeltek a nyolc halhatatlan számára. A park később elpusztult, de emléke fennmaradt.
A korszak másik nevezetes kertje volt Liang Csi (Liang Ji) tábornok kertje Sunti (Shundi) császár (125–144) korából. Ez a tábornok az udvarban eltöltött húsz év alatt szerzett vagyonából hatalmas tájkép-parkot építtetett mesterséges hegyekkel, szurdokokkal, erdőkkel, amibe ritka madarakat és vadállatokat helyezett el. Ez volt az egyik első olyan kert, ami a természetet próbálta meg utánozni, a kor nézeteinek megfelelő idealizált módon.

### Költők és tudósok kertjei (221–618)

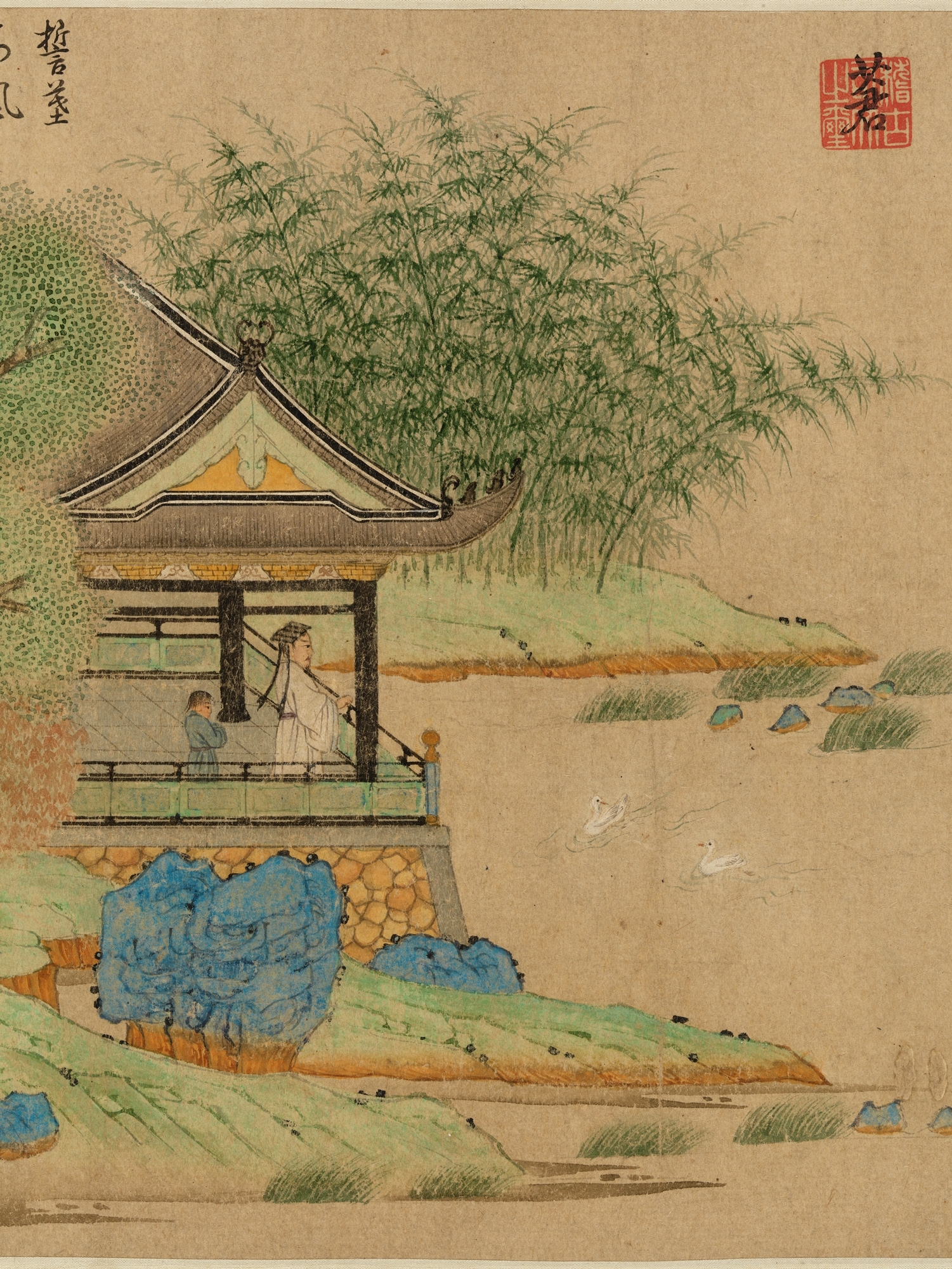
Vang Hszi-cse (Wang Xizhi) kalligráfus a kertjében a ludakat figyeli Csien Hszüan (Qian Xuan) festményén

A Han-dinasztia bukása után a politikai instabilitás hosszú korszaka következett Kínában. Már Mingti (Mingdi) császár (i. sz. 57–75) bevezette a buddhizmust, ami ekkoriban gyorsan terjedt. 495-re Lojang (Luoyang)ban, az Északi Vej (Wei)-dinasztia fővárosában már több mint 1300 buddhista templom volt, általában a hívők házaiból átalakítva. Ezek mindegyikéhez tartozott egy kisebb kert.
Ebben a bizonytalan korban sok korábbi tisztviselő elhagyta az udvart és a kertjeibe vonult vissza a világ zajától, hogy a természetnek és az irodalomnak szentelje életét. Egyikük, az arisztokrata Si Csung (Shi Chong) (249–300) építtette 296-ban az Arany völgy kertjét, 10 kilométerre Lojang (Luoyang)tól és meghívott oda harminc híres költőt. Az eseményt maga alkotta versben örökítette meg, ami aztán egy híres versgyűjtemény, az Arany völgy versei kiindulópontja lett. Ezzel indult meg a kertekről írt költészet gazdag kínai hagyománya.
Vang Hszi-cse (Wang Xizhi) költő és kalligráfus (307–365) kitűnő kalligráfiájával örökítette meg a saját kertjében, az Orchidea pavilonban rendezett költői összejövetelt, amiből szintén versgyűjtemény született. A költőket egy patakocska mellé ültette, amelyen boroscsészéket úsztatott le. Aki előtt a csésze megállt, az köteles volt kiinni tartalmát, majd verset rögtönözni. Ez az esemény divatba hozta az úszó csészék patakjának motívumát a kertekben. A Szuj-dinasztia (Sui-dinasztia) Jangti (Yangdi) császára (604–617) szintén építtetett császári parkjában, a Nyugati kertben, Hangcsou (Hangzhou) közelében egy kanyargó patakot a csészék úsztatására, valamint pavilonokat a költők számára. A patakon a rendezvények alkalmával kis csónakokat is leúsztattak a kínai történelmet illusztráló figurákkal. A parkban színházi előadásokat is rendeztek.

### A Tang-dinasztia (618–907), a klasszikus kínai kert első aranykora
A Tang-dinasztia idejét tekinti az utókor az első aranykornak a kínai kertépítészetben. Hszüancung (Xuanzong) császár csodálatos kertet építtetett a Fenséges tiszta tó kertje néven Csangan (Chang'an)ban, a mai Hszian (Xi'an) közelében, és ott élt híres ágyasával, Jang Kuj-fej (Yang Guifei)jel, aki tulajdonképpen a hatalmat gyakorolta a palota és maga a császár felett.
A festészet és a költészet korábban soha nem látott színvonalat ért el. Új kertek, kicsik és nagyok, töltötték meg a fővárost. Kialakításukhoz a klasszikus legendák adták az ötleteket, mint a Halhatatlanok szigete, vagy a kis kilátó-pavilonok a mesterséges hegyeken. Még a középosztály házaihoz is tartoztak kis kertek, terrakotta hegyekkel és kis tavacskákkal.
Az egyik híres kertet Vang Vej (Wang Wei) (701–761) tisztviselő, festő és költő építtette. Megvásárolta egy költő romos házát, ami egy tóba torkolló folyónál állt. Húsz különböző tájképi jelenetet hozott létre, mint a Magnóliák kertje, a Hullámzó füzek, vagy a Bambuszok szívének kioszkja. Mindegyik kertrészletről írt egy költeményt, valamint festményt készíttetett róla a háza belső falára.
A Tang-dinasztia korában a kertművelés magas szakmai színvonalra emelkedett. Különleges növényeket hozattak be távoli vidékekről, szaporították, nemesítették azokat oltással, szemzéssel. A növények esztétikai tulajdonságait helyezték előtérbe. Számos könyv is született ebben a korban a növénytermesztésről. A nyüzsgő, komoly nemzetközi forgalmat bonyolító fővárosból ezek az ismeretek Ázsia-szerte elterjedtek. A gazdasági virágzás azt is elősegítette, hogy a kertépítés divatja egész Kínában meggyökeresedett.
A Tang-dinasztia korának utolsó híres kertje volt a Falucska a derűs tavasz hegyén (Pingcsüan Sancsuang (Pingquan Shanzhuang)), amit Lojang (Luoyang) városától keletre építtetett Li Tö-jü (Li Deyu) birodalmi főminiszter. A hatalmas kertben több mint száz pavilon, épület emelkedett, de a leghíresebb különleges alakú szikláiról a tudósok szikláinak, „tudós-szikláknak” is neveztek, ekkor váltak különösen divatossá; ezekkel jelképezték a hegyeket, hegyláncokat egy-egy kompozícióban.

### Szung(Song)-dinasztia (960–1279)

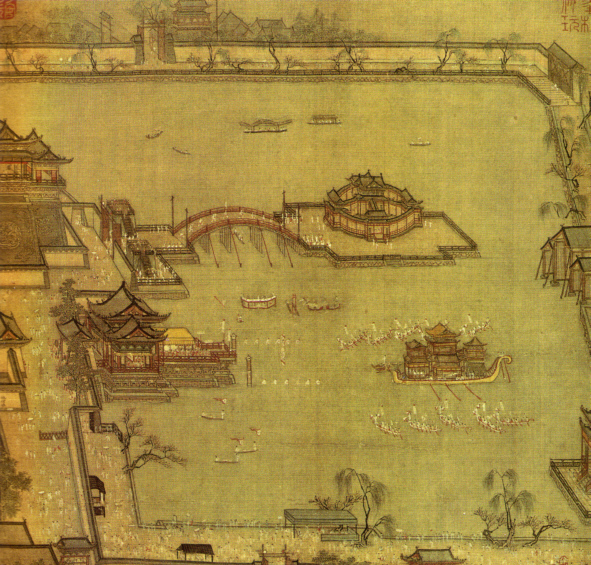
Az arany tisztaságának tava Huj-cung (Huizong) császár udvarában

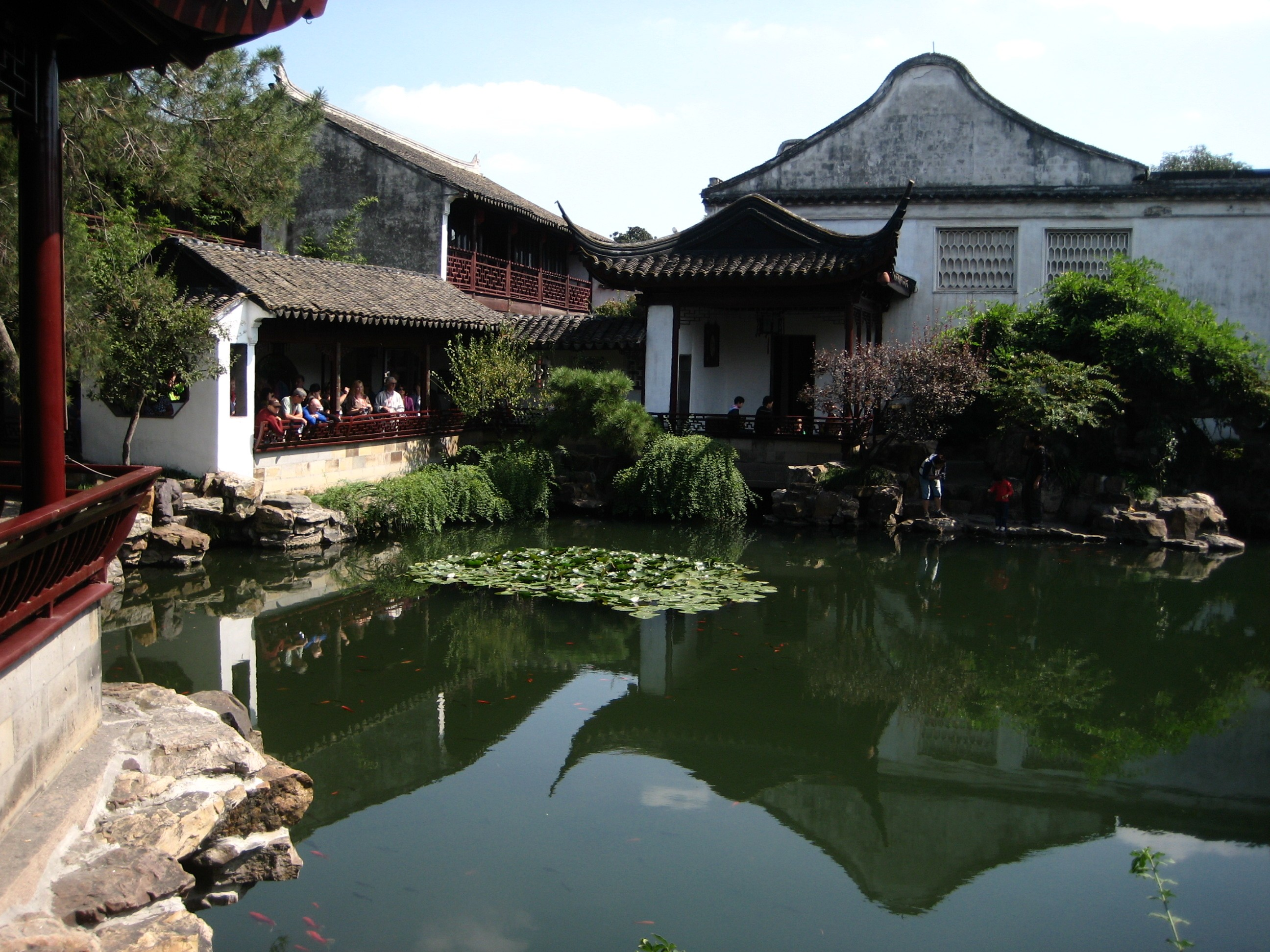
A Hálók mesterének kertje (1141) sok későbbi kert mintája lett

A Szung-dinasztia (Song-dinasztia) mindkét korszakában, az északiban és a déliben egyaránt magas színvonalú volt a kertépítészet. Huj-cung (Huizong) császár (1082–1135), aki az utókor által is elismert festő volt (ellentétben uralkodói teljesítményével, amivel nem tudta megakadályozni birodalma bukását) a kertészetben is jelentőset alkotott. Első kertje, az Arany tisztaságának medencéje, egy teraszokkal és pavilonokkal körülvett mesterséges tó volt. A meghívottak csónakversenyeket és más jeleneteket tekinthettek meg a tavon. 1117-ben személyesen felügyelte következő kertje építését. Egzotikus növényeket és festői sziklákat helyeztetett el benne, ezúttal is nagy szerepet kaptak a Taj-tó kövei. Néhány szikla akkora volt, hogy a szállítása érdekében a Nagy-csatornán minden hidat le kellett bontani. A kert közepén száz méter magas mesterséges domb állt, a Stabilitás hegye néven, sziklákkal és szakadékokkal. A kert 1122-re készült el, néhány évvel később a dzsürcsi Csin-dinasztia (1115–1234) (Jin-dinasztia (1115–1234)) hadai elfoglalták és kifosztották a fővárost és a parkot, csak a domb maradt meg belőle.
A császári parkok mellett számos kisebb kert is nagy hírnévre tett szert, így Lojang (Luoyang)ban Az égi uralkodó monostorának kertje különösen bazsarózsáiról volt nevezetes, amiket virágzásukkor az egész város közönsége megtekintett. A Többszöri tavasz kertje a hegyek látképéről volt híres. A legismertebb kert azonban a városban a Magányos öröm kertje volt, amit a költő és történész Szema Kuang (Sima Guang) (1021–1086) hozott létre. A másfél hektáros terület közepén állt a Tanulmányok pavilonja az ötezer kötetes könyvtárával. Az északon elhelyezkedő mesterséges tavon, kis szigeten, halászkunyhó állt. Keleten gyógynövényeket termesztett, míg a nyugati oldalon mesterséges domb állt, tetején kilátóval. A kert csekély díj ellenében megnyílt a látogatók előtt.
Huj-cung (Huizong) császár bukása után a Szung (Song)-dinasztia fővárosa a Jangcétól délre költözött, a mai Hangcsou (Hangzhou)ba helyezték át, amit akkor Lin'an-nak hívtak. Hamarosan már ötven kertet alakítottak ki a városban, a Nyugati-tó partján. A közeli Szucsou (Suzhou) városa is híres volt kertjeiről, amiket gazdag kereskedők, tudósok, tisztviselők építtettek. Ezek közül néhány ma is megvan, bár változtak is az idők folyamán. A munkaerő Kínában mindig olcsó volt, és bár a hagyományokat nagy tiszteletben tartották, ezek között sokáig nem szerepelt a mai értelemben vett műemlékek megőrzése. A kertek nagy részét is, mint a többi építményeket, időről időre lendületesen átalakították, akár domb helyére tavat helyezve és viszont. A legrégebbi kert Szucsou (Suzhou)ban a Kavargó hullámok pavilonjának kertje, amit 1044-ben készíttetett Szu Sun-csing (Su Shunqing) (1008–1048) költő. Fő eleme egy dombtetőn épült kilátó-pavilon volt. Az évszázadok során ez a kert is sokat változott, de alaprajzának fő vonalai megmaradtak. A Hálók mesterének kertje 1141-ben készült el, már a Déli Szung (Song) idején. A hagyomány szerint tízezer kötetes könyvtár is volt a csarnokában. 1736 és 1796 között jelentősen átépítették, de ennek ellenére a Szung (Song)-kori „tudós-kertek” egyik legszebb példánya.
Vuhszi (Wuxi) városában, a Taj-tó (Nagy-tó) partján és egyben két hegy lábánál harmincnégy kertről számolt be Csou Mi (Zhou Mi) (1232–1308) történész. A két leghíresebb közülük, az Északi és a Déli kert egyaránt Sen Tö-ho (Shen Dehe) császári főminiszter tulajdonában volt. Az egyik klasszikus, hegy-és-tó elrendezésű kert volt a halhatatlanok szigetével; a másik sajátos vízi kert volt, a Nagy-tóhoz csatlakozó öt terjedelmes mesterséges medencével. Ezekre és a környező hegyekre szép kilátás nyílt egy megemelt teraszról.

### Jüan(Yuan)-dinasztia (1279–1368)

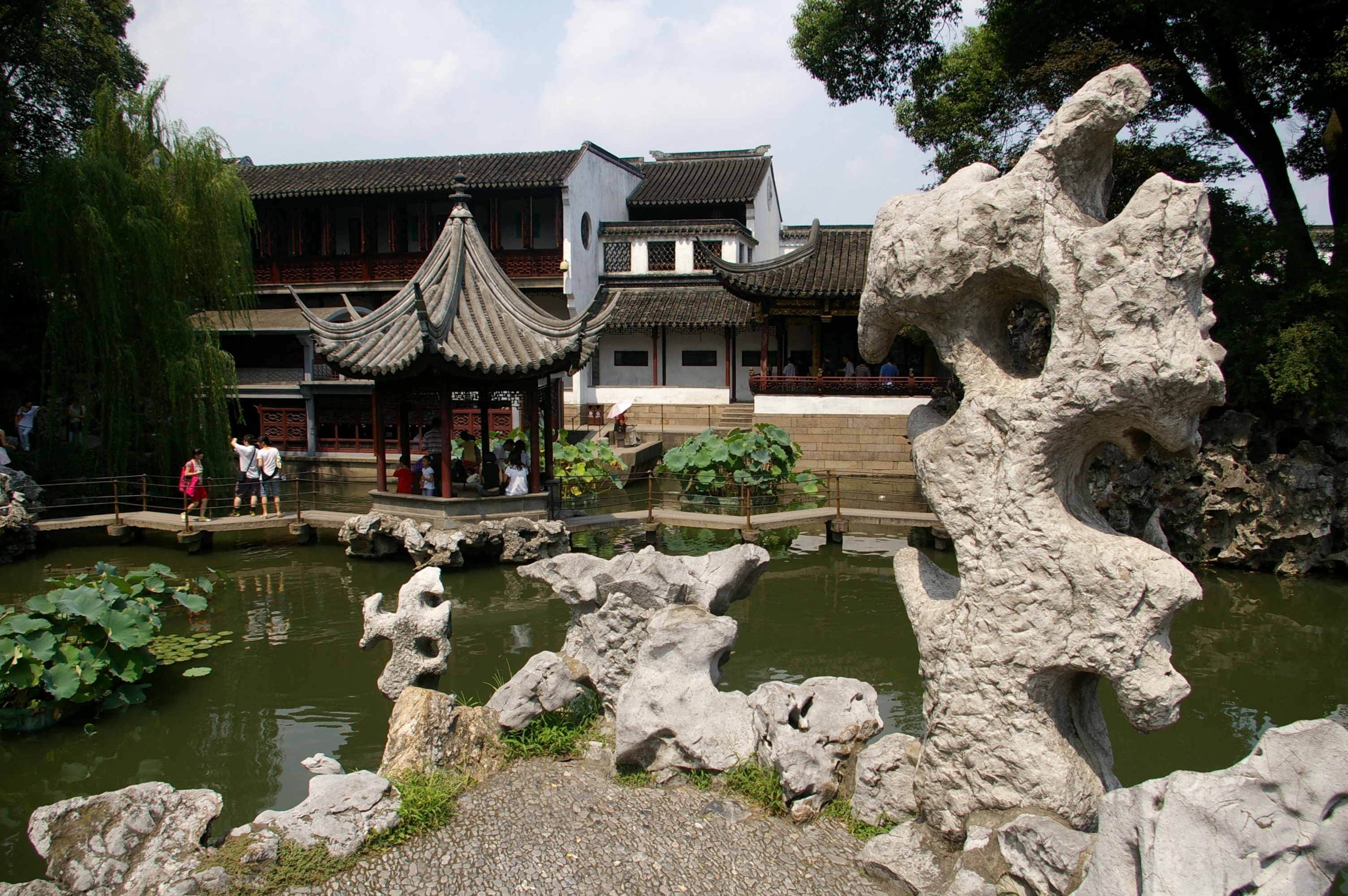
A fantasztikus sziklaformációiról híres Oroszlánliget kertje (1342) Szucsou (Suzhou)ban

1271-ben Kubiláj kán, mongol uralkodó Kína császárának kiáltotta ki magát. 1279-re felmorzsolta a Szung (Song)-dinasztia utolsó ellenállását is és így létrejött a Jüan-dinasztia (Yuan-dinasztia). Új fővárost alapított a mai Peking (Beijing) területén Tatu (Dadu), a Nagy Főváros néven.
Kubiláj kán leghíresebb „kertjét” nyári rezidenciáján, a belső-mongóliai Xanaduban alakíttatta ki. Erről Marco Polo is megemlékezett, miután 1275 körül meglátogatta azt. Eszerint a 16 mérföld kerületű vadasparkban folyók és patakok, gyönyörű rétek voltak, ahová a kán-császár sok vadállatot telepíttetett és azokra vadászott. Marco Polo leírása ihlette az angol romantikus költőt, Samuel Taylor Coleridge-et a Kubla kán című költeményének megalkotására.
Magában a fővárosban Kubiláj kán megnagyobbíttatta az északi Csin-dinasztia (1115–1234) (Jin-dinasztia (1115–1234)) által létrehozott mesterséges tavakat és megépíttette a Csinghua (Oinghua) szigetet, megteremtve a máig meglévő kontrasztot a tó kanyargó partjai és a későbbi Tiltott Város szigorú geometriája között.
A mongol hódítás ellenére a klasszikus kínai kertkultúra tovább élt. Kitűnő példája ennek az Oroszlánliget Szucsou (Suzhou)ban, ami 1342-ben épült. Nevét a Taj-tóból hozott fantasztikus formájú kövek alapján kapta, mert néhány közülük oroszlánfejekre emlékeztetett. A későbbi Csing-dinasztia (Qing-dinasztia) idején Kanghszi kínai császár (Kangxi kínai császár) és Csien-lung kínai császár (Qianlong kínai császár) is többször meglátogatta ezt a kertet, ami mintául szolgált a Csengtu (Chengde)ban kialakított császári nyári kert számára is.

### Ming-dinasztia (1368–1644)

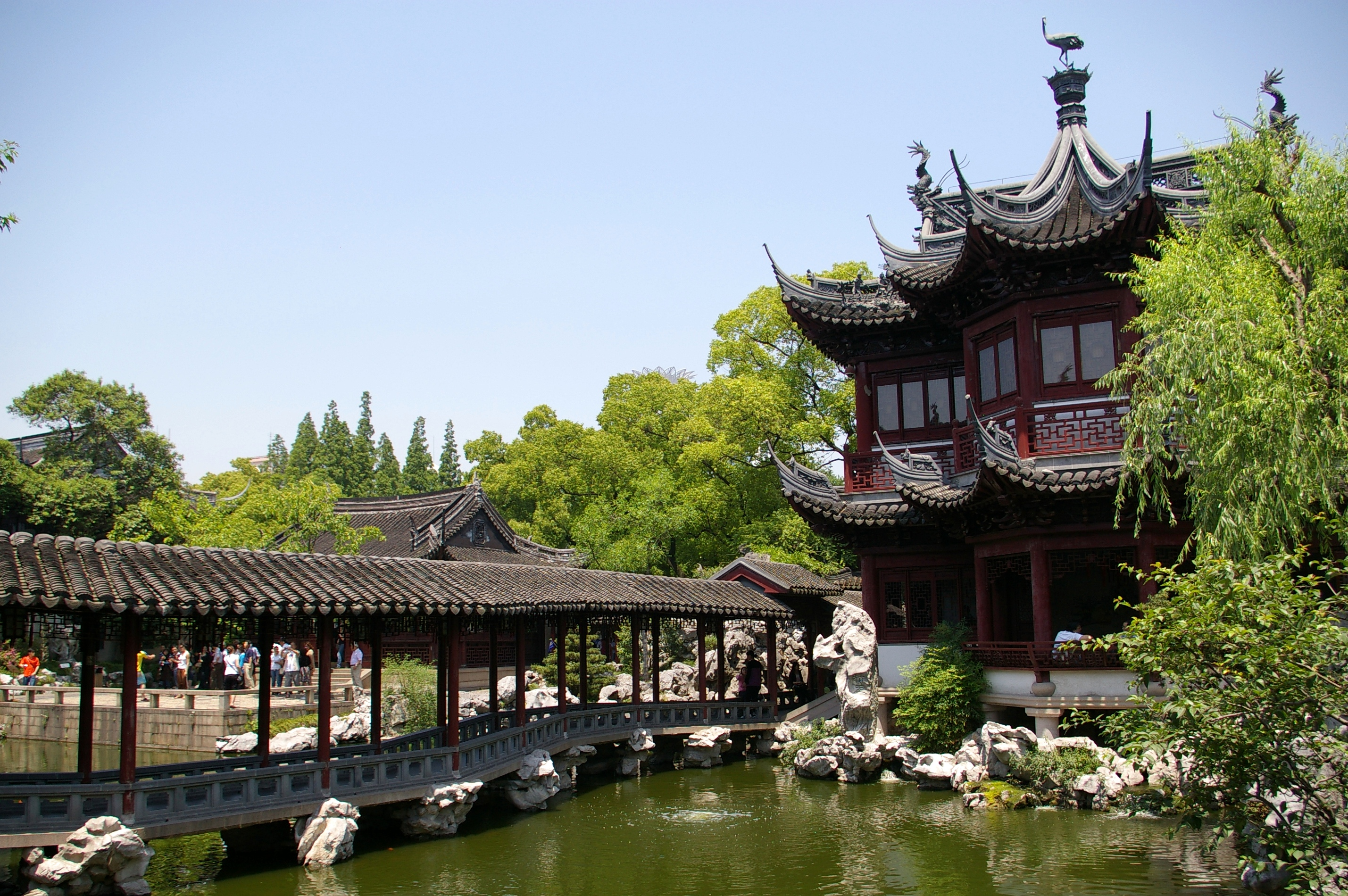
A Boldogság-kert (Jü (Yu) kert, 1559) Sanghaj (Shanghai)ban

A mongol Jüan (Yuan)-dinasztiát kínai felkelők döntötték meg, 1368-ban megalakult a Ming-dinasztia. Ennek a korszaknak a legszebb kertépítészeti emléke a Szerény hivatalnok kertje Szucsou (Suzhou)ban, amit Csengtö kínai császár (Zhengde kínai császár) (1506–1521) idején építtetett egy visszavonult tisztviselő. A kert azóta sok változáson ment át, de központi része megmaradt eredeti szerkezetében: egy nagy tó lótuszvirágokkal, körülvéve pavilonokkal. A tavon egy szigetet alakítottak ki, neve Illatos sziget. A parkban jól megfigyelhető a kínai kertépítészet egyik elvének, a „kölcsönzött látképnek” az alkalmazása: egyes pontokról a kert növényeinek, tárgyainak keretében megjelennek a környező hegyek és egy távoli pagoda képe is.
Egy másik Ming-kori kert Szucsou (Suzhou)ban a Megmaradt kert, ami Vanli kínai császár (Wanli kínai császár) (1573–1620) idején épült. A Csing (Qing)-dinasztia idején három magas, hegyeket szimbolizáló mészkősziklát helyeztek el a kertben. A leghíresebb közülük a Felhő-koronázta szerencsés csúcs, ami a kert központi figurája lett.
A harmadik neves Ming-kori kert Szucsou (Suzhou)ban a Művelés kertje, amit 1621–27 között építtetett Ven Cseng-ming (Wen Zhengming), a híres festő és kalligráfus unokája. A kert itt is egy tó köré épült, a déli oldalon drámai sziklaegyüttes, nyugaton pedig a tulajdonos dolgozó-pavilonja, a Szerény ház áll.

### Csing(Qing)-dinasztia (1644–1912)

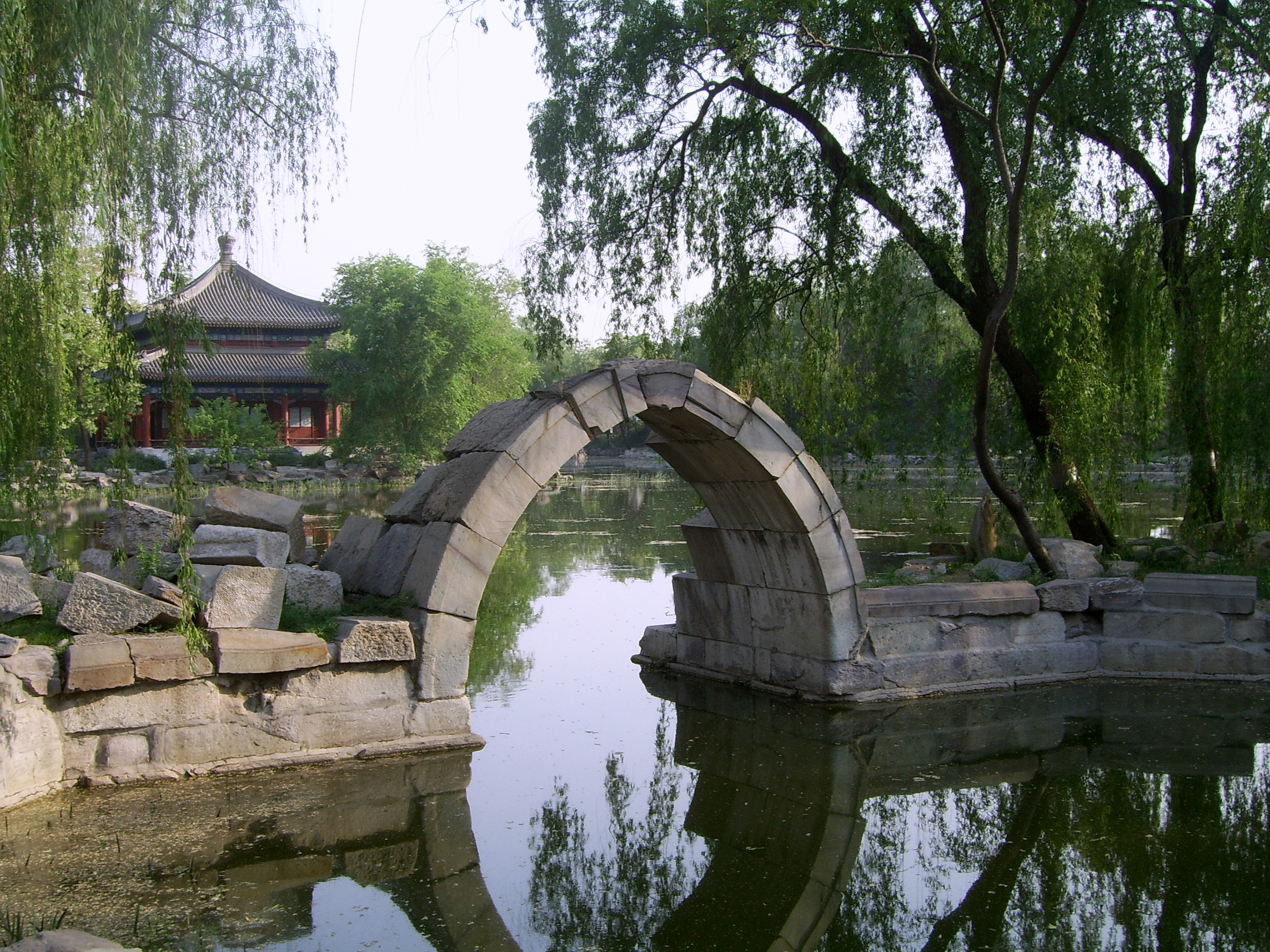
A Régi Nyári Palota kertjének maradványai

Az utolsó kínai dinasztia, a Csing-dinasztia (Qing-dinasztia) is folytatta, továbbfejlesztette a császári kertek építését. 1703 és 1792 között a császárok létrehozták a csengtöi nyári rezidencia komplexumát a hegyekben, 200 kilométerre északkeletre Pekingtől. Az 560 hektáron kialakított parkrendszer 72 különböző tájképi kompozíciót foglalt magába, megidézve Kína különböző tájait.
A Csing (Qing)-korban a leghíresebb kertek Pekingben, a két császári palota, a Nyári Palota és a Régi Nyári Palota közelében jöttek létre. Mindkét létesítmény a luxus és pompa szimbóluma lett, és az európai utazók széles körben beszámoltak szépségükről.
A második ópiumháború idején, 1860-ban az angol-francia csapatok feldúlták és kifosztották a pekingi parkokat és palotákat. Ce-hszi kínai császárné (Cixi kínai császárné) a kínai haditengerészet modernizálására szánt összegek nagy részét is a császári kertek helyreállítására fordította, ami a félgyarmati sorban tengődő Kína kincstárát súlyosan megterhelte. Ebből a pénzből építették újjá a Nyári Palota kertjében, a Kunming-tavon a híres Márványhajót, a hajóra emlékeztető teaházat márványból. Mindkét parkot újra súlyos károk érték a 19. század legvégén bekövetkező bokszerlázadás, majd a nyugati hatalmak által azt követően végrehajtott büntetőexpedíciók során.
A szucsou (suzhou)i kertek közül a Páros visszavonulás kertje (1723–1736) és a Visszavonulás és elmélkedés kertje (1885) készült a Csing (Qing)-dinasztia korában.

## A klasszikus kínai kert szerkezete, fő vonásai
A klasszikus kínai kertek tervezőinek nem az volt a célja, hogy egyszerre áttekinthető művet alkossanak. Ezek az alkotások a ház lakóinak és vendégeinek kisebb jelenetek, tájképek, élőképek sorozatát jelenítették meg, amelyek elmélyülésre, meditációra nyújtottak lehetőséget. A séta során a vendégek számára meglepetésként megjelenő látványok megalkotására törekedtek. Emellett a kert és részletei az évszak, az időjárás, a fényviszonyok, a növényzet fejlődésének függvényében folyamatosan változtak. A kert egyes elemei által kialakított képet lehetőség szerint összhangba hozták akár távoli hegyek vagy pagodák látványával is: a közeli látnivalók mintegy keretbe foglalták a távolabbi képet. Ezt az effektust „kölcsönzött látképnek” nevezték. Csi Cseng (Ji Cheng), a 16–17. században élt kertépítész, festő írta: „a közönségest, mindennapit el kell rejteni, amennyire csak lehet, a nagyszerűt és a szépet pedig be kell vonni”.
A kínai császári kertek első nyugati látogatói, mint Louis Le Comte, XIV. Lajos francia király tudományos kutatója 1685-ben, gyakran zsúfoltnak, kaotikusnak találták ezeket a parkokat, hiányolták belőlük az egységes stílust és a rendet. De Jean Denis Attiret jezsuita misszionárius, aki 1739-től haláláig, három évtizeden át volt udvari festő Pekingben, már megtalálta a „gyönyörű rendetlenséget, anti-szimmetriát” a kínai kertekben. Megállapította: „minden úgy van elrendezve, hogy egyszerre ne lehessen áttekinteni; egyenként kell meglátni a kompozíciókat.
A kínai kertek mérete nagyon változatos lehet. A szucsoui kertek körül a legnagyobb, a Szerény hivatalnok kertje kissé meghaladja a tíz hektárt, ennek egyötöde egy tó. Csi Cseng (Ji Cheng) azonban épített olyan kertet is egy tartományi kincstárnok számára, ami egy hektár alatt maradt, és négyszáz lépéssel be lehetett járni az utolsó látképig, de az elégedett megrendelő szerint „a tartomány összes szépségét magába foglalta”.
A klasszikus kerteket fehérre festett fal vette körül, ami megfelelő hátteret biztosított a zöld növényzet látványának. A tó általában középen helyezkedett el, és sok kisebb nagyobb építmény vette körül azt. Csi Cseng (Ji Cheng) említett kis kertjében az egy hektár kétharmadát épületek foglalták el, a kertre magára csak egyharmad maradt. A tudósok kertjében – és ezek a kertek általában mind írástudók, művelt tisztviselők kertjei voltak – a központi épület könyvtár vagy dolgozószoba volt, amit galériák kötöttek össze a többi pavilonnal, amelyekből a különböző látképeket meg lehetett figyelni. Az építmények segítettek a terület különböző „jelenetekre” történő felosztásában is. A fákat, növényeket, sziklákat gondosan kompozíciókba rendezték.

### Épületek

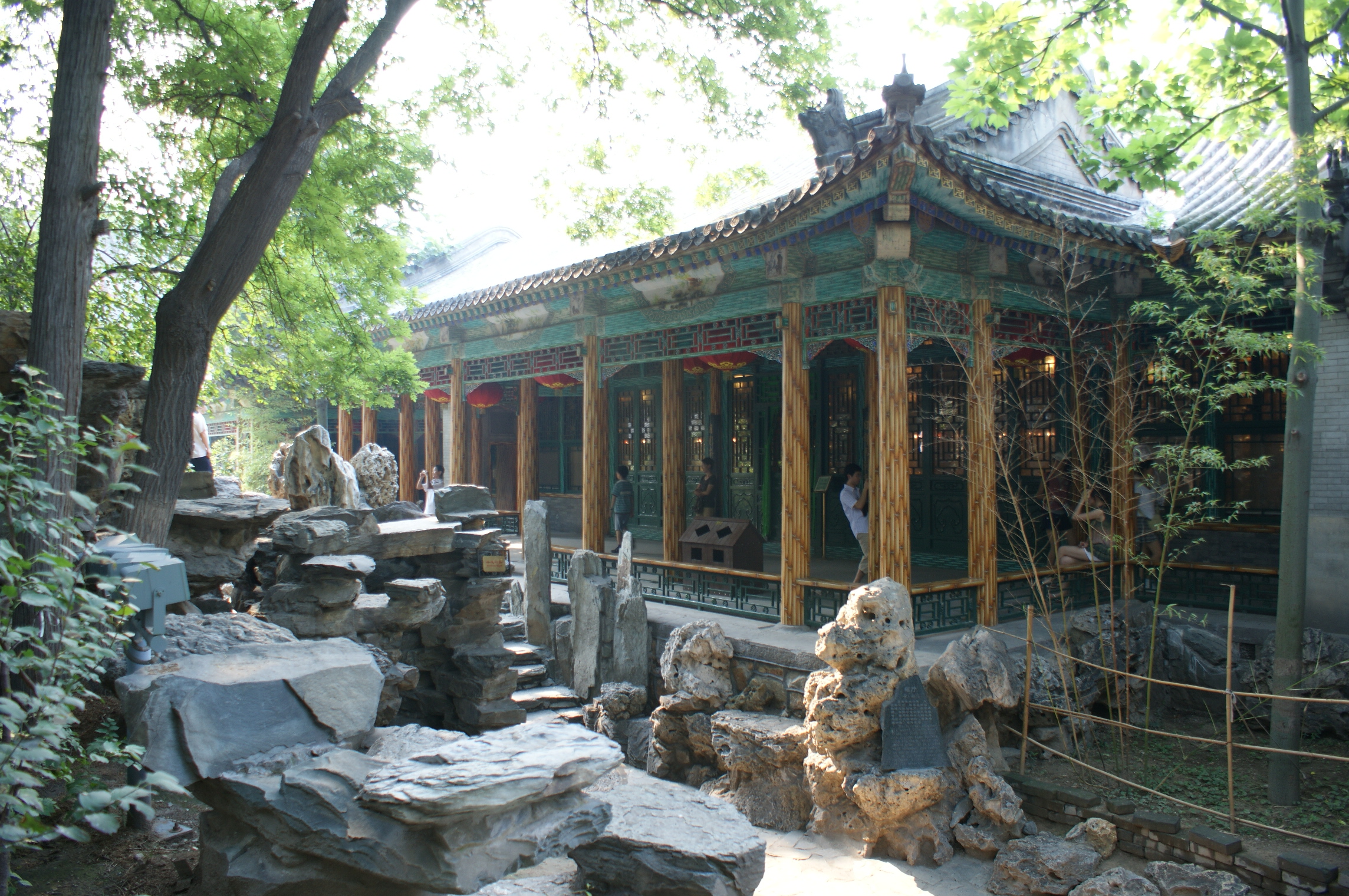
Galéria a sziklakert megtekintésére a pekingi Kung (Gong) herceg házában (1777)

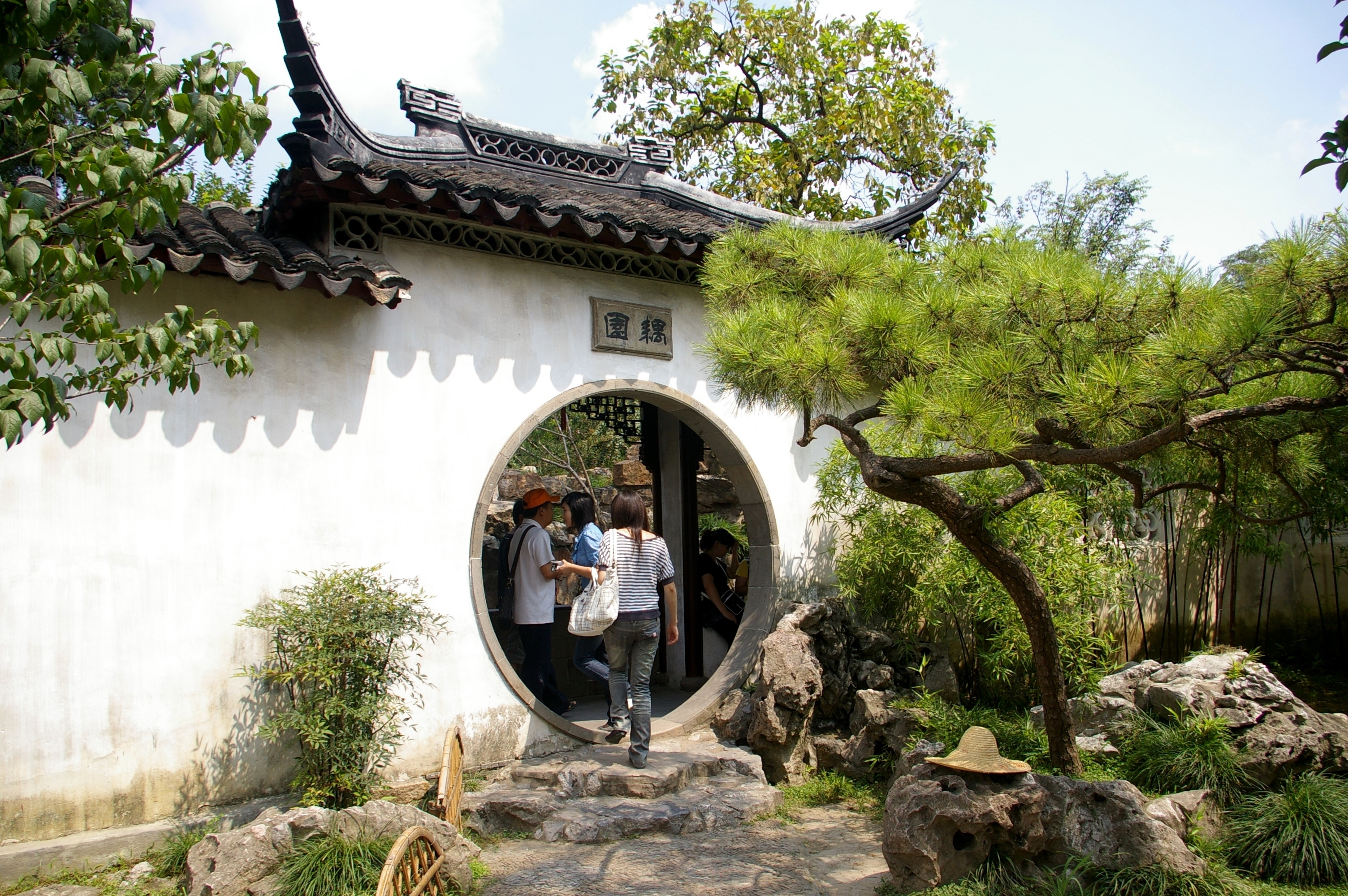
Holdkapu a Páros visszavonulás kertjében

A kínai kertekben sokféle épület található, csarnokok, pavilonok, kilátóhelyek, galériák, templomok, hidak, tornyok. A szucsoui Szerény hivatalnok kertje negyvennyolc épületet foglal magába, beleértve a lakóházat, pavilonokat családi összejövetelek céljaira, tizennyolc kilátóhelyet a különböző látképekben való gyönyörködésre, és számos tornyot, hidacskát, fedett folyosót. Az építményeknek azonban soha nem szabad dominálniuk a látképet, hanem azzal harmóniában kell maradniuk.
A klasszikus kínai kert legfontosabb épületei a következők:
- Szertartások terme – ünnepélyes családi események számára, a bejárat közelében.
- Fő pavilon – vendégfogadás, ünnepségek, bankettek számára. Ezt gyakran veranda veszi körül.
- Virágok pavilonja – a lakóház közelében, egy virágokban gazdag hátsó kerttel, kis sziklakerttel.
- Négy irányban nyitható pavilon – centrális helyen álló épület, amelynek mozgatható falaival különböző irányokra lehet megnyitni a kilátást.
- Lótusz-pavilon – a lótuszvirágokkal teli mesterséges tó partján.
- Mandarinkacsák pavilonja – két részből áll, északi oldala fenyőkre és tóra néz, a nyári hőséget enyhítendő, déli oldalán egy udvar van örökzöld növényekkel és a korán virágzó szilvafákkal, téli használatra.

Ezeken kívül még sok kisebb pavilon található a kínai kertekben, amelyek menedéket nyújtanak a nap és az eső vagy szél elől, a megfelelő napszakokban, hajnalban, alkonyatkor vagy holdfényben különleges rálátást adnak egy szép látképre. A meditációra szolgáló kis épületek sorában népszerű a rusztikus „halászkunyhó”. Az építmények speciális funkcióját a nevük is gyakran jelzi, mint az alábbi példákban:
- Csúcscsodáló pavilon (Megmaradt kert)
- Távoli illatok csarnoka (Szerény hivatalnok kertje)
- Hegyi látkép tornya (Szerény hivatalnok kertje)
- A hold és szél pavilonja (Hálók mesterének kertje)
- A lótusz-fuvallat pavilonja (Szerény hivatalnok kertje)
- Az esőt hallgató pavilon (Szerény hivatalnok kertje)
- A fenyők megfigyelésének és a festmények értékelésének pavilonja (Szerény hivatalnok kertje)
- Az olvasáshoz való visszafordulás helye (Megmaradt kert)
- Hegyek és víz közötti pavilon (Páros visszavonulás kertje)
- A jádéra hajló pavilon (Szerény hivatalnok kertje)
- A lágy eső hűvösséget hoz pavilon (Visszavonulás és elmélkedés kertje)
- A tartós tavasz és a hold figyelésének tornya (Visszavonulás és elmélkedés kertje)

Néhány kertben – a pekingi Márványhajóhoz hasonlóan, kisebb méretben – hajó formájú kis kőépítmények vannak a tavon. Ezek általában három részből állnak: elől egy nyitott kioszk, középen egy bensőségesebb zárt tér, hátul egy kétszintes torony, kilátással a tóra.
További tartozékai még a kerteknek a kis, zártabb udvarok magányos meditáció, festegetés, zenélés céljaira, továbbá a galériák vagy fedett folyosók, amik védelmet nyújtanak a sétáló számára az időjárás viszontagságaival szemben, valamint segítenek felosztani a rendelkezésre álló teret. A galériák ritkán egyenesek, inkább cikkcakkosak vagy kanyargóak. Oldalfalukon gyakran díszes kis ablakok nyújtanak betekintést a mögöttük lévő kertrészletre. Az ablakok és az ajtók meglepő geometriai formákat ölthetnek, mint a kerek holdkapu, de lehetnek oválisak, hat- vagy nyolcszögletűek, illetve más alakúak is.
A hidak hasonlóképpen ritkán egyenesek, a hosszabbak cikkcakkosak, a rövidebbek magas ívben vezetnek át a víz felett. A fából készült hidakat gyakran élénk színűre festik a kert összhatásának könnyedebbé tétele érdekében.

### Mesterséges dombok, sziklák

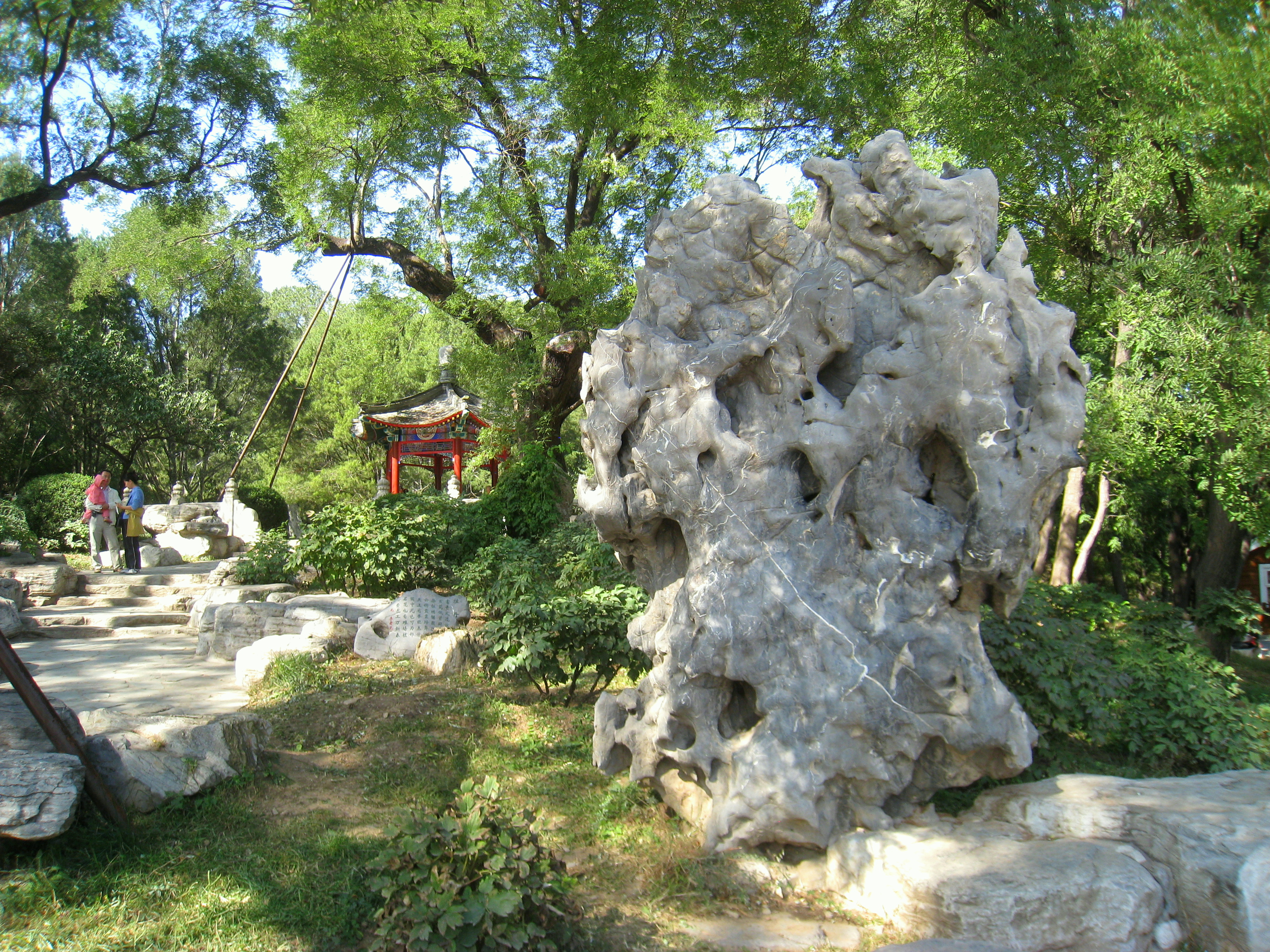
Egy „tudós-szikla” a Taj-tóból a pekingi botanikus kertben

A mesterséges „hegy” és/vagy a sziklakert a kínai kert elengedhetetlen része. A hegycsúcs a kínai filozófiában az erény, a stabilitás és a tartósság szimbóluma már a Változások könyve és Konfuciusz óta. A Halhatatlanok szigetének legendája még fontosabbá tette a hegyek szerepét a kertekben.
Az első sziklakert a kínai kertek történetében a Han-dinasztia idején épült Nyulak kertjében jelent meg. A Tang-dinasztia korában a sziklák műtárggyá nemesedtek, és formájuk, anyaguk, szerkezetük alapján értékelték azokat. Po Csü-ji (Bo Juyi), a neves költő (772-846) katalógust készített a Taj-tó híres köveiről. Az értékes, a fantáziát megmozgató alakzatokat tudós-köveknek nevezték.
A Szung-dinasztia (Song-dinasztia) idején a mesterséges dombokat általában döngölt földből emelték. Huj-cung (Huizong) császár azonban már megrendítette országa gazdaságát azzal, hogy a Nagy-csatornán lebontatta a hidakat a parkokba való hatalmas sziklák Pekingbe szállítása érdekében. A Ming-dinasztia idején a dombokat már szinte kizárólag sziklákból építették fel, barlangokkal együtt. A Csing-dinasztia (Qing-dinasztia) idején a Ming-kori sziklahegyeket már túl mesterkéltnek tartották, és a kor „hegyeit” föld és sziklák kombinációja alkotta.
A nagyobb dombok tetején kötelező elem a kilátó-pavilon. A kisebb kertekben egy méretesebb szikladarab jelképezheti a hegyet, vagy kövek sorozata egy hegyláncot.

### Vízfelületek

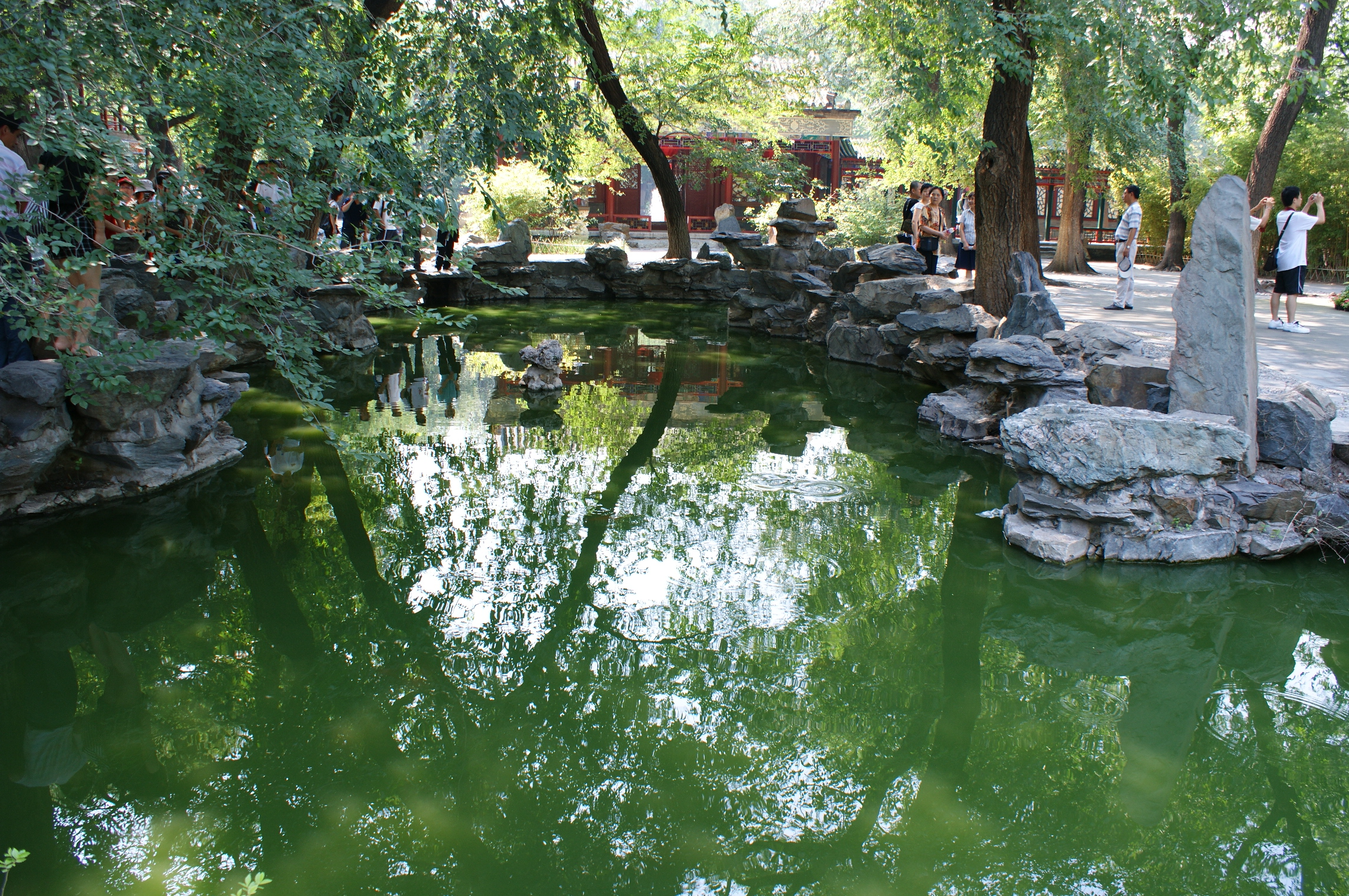
Tó Kung (Gong) herceg háza kertjében, Pekingben

A kínai kert központi eleme még a kisebb-nagyobb tó. A fő épületek ennek a partján helyezkednek el. A tó vagy a tavak egy részében lótuszfélék élnek, és külön pavilon szolgál a megtekintésükre. A tavakban már a Tang-dinasztia korában megjelentek a díszítési célra kitenyésztett aranyhalak, amik aztán a 11. századra széles körben elterjedtek. Hasonló célokból vízimadarakat is szoktattak a kertek vizeihez.
Már a Változások könyve megemlékezik a tavak szerepéről a kínai kertben, eszerint a víz a könnyedséget és a kapcsolatokat, összefüggéseket jelképezi. Kiegészítője a hegyeknek, a parkok másik központi elemének, és az álmokat, valamint a terek végtelenségét is jelképezi. A kert alakja gyakran elrejti a tavak túlsó szélét a szemlélődő elől, így a vízfelület végtelenségének az illúziója keletkezik. A vízben tükröződik az égbolt, ezért az ahhoz hasonlóan állandóan változó látványt nyújt; viszont egy gyenge szellő is eltörölheti a tükröződéseket.
A tavak és a vízparti pavilonok kialakítását nagyban befolyásolta egy klasszikus kínai író, Liu Ji-csing (Liu Yijing) (403–444), aki a Sisuo Hszinjü (Shishuo Xinyu) című művében sokat ír a császár vízparti sétáiról. A későbbiekben sok kertben, különösen a Jangce déli folyása mentén és az északi császári udvarokban találkozni lehetett az e könyvben szereplő vízparti kompozíciókkal és nevekkel.
A kisebb kertekben található egyetlen tóval szemben a nagyobbakban a tóba vezető vízfolyások is vannak, esetleg a tavat két részre osztják és a kettőt keskeny csatorna köti össze, megteremtve a hidak, köztük fedett hidak alkalmazásának lehetőségét. A legnagyobb kertekben a nagy tavon szigetek is vannak, a Halhatatlanok szigetét megidézve.
Néhány kertben a tavakat sima területeket borító fehér homokkal helyettesítették, amit sziklák határoltak. A holdfényben ezek tavaknak látszhattak. A „száraz kertnek” ezt a stílusát vitték át később Japánba, ebből alakult ki a zen kert. A patakok, vízfolyások a kínai keretekben mindig kanyargósak, a természetest igyekeznek utánozni, egyes részeiket sziklák vagy a növényzet rejti el.

### Növényzet

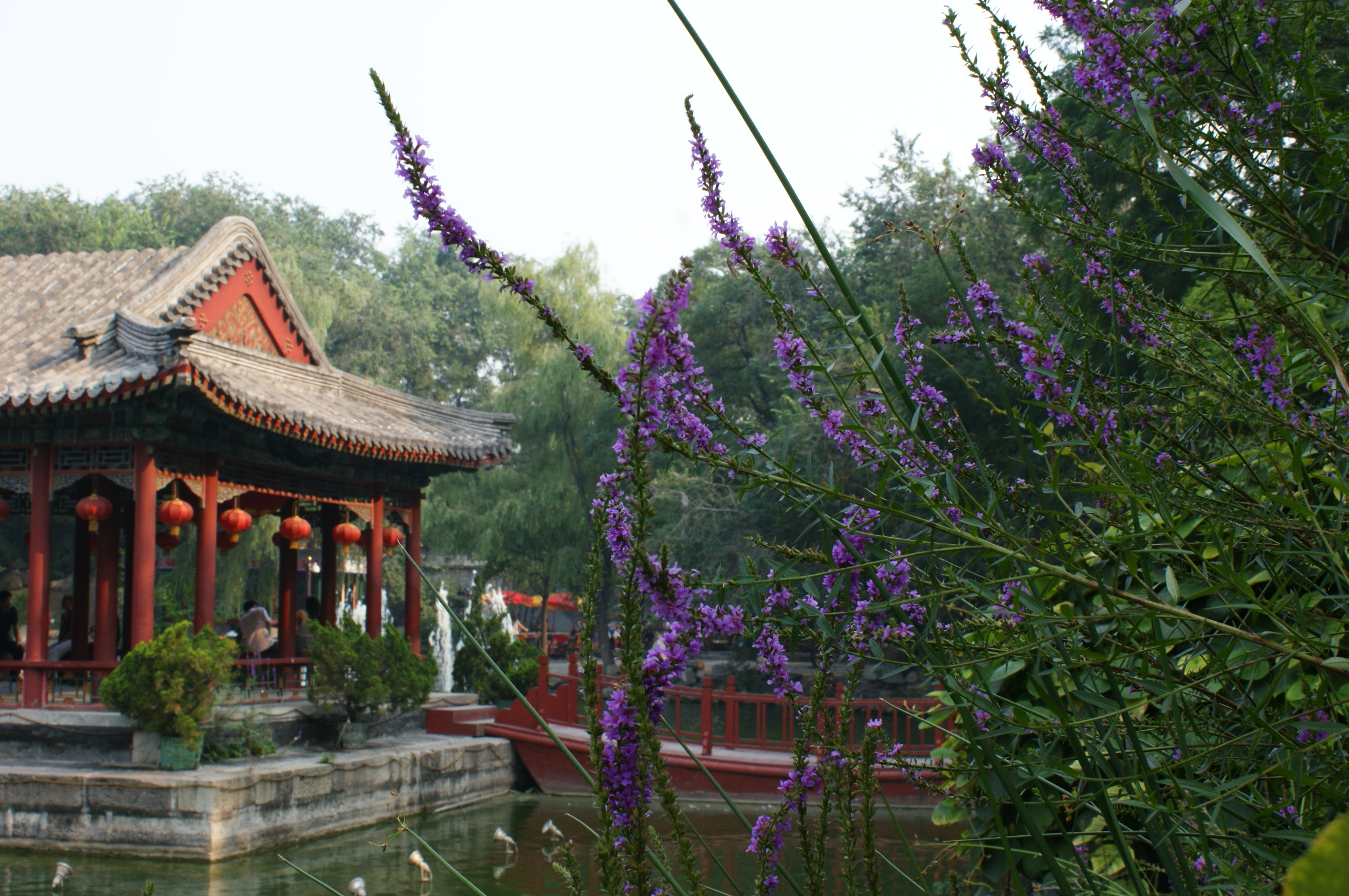
Virágok Kung (Gong) herceg háza kertjében, Pekingben

A kínai kertekben a növényzet, a fák és a virágok csak a negyedik fontos összetevőt jelentették az épületek, a sziklák és a vízfelületek mellett. A növények képezik az ellentétet az épületek és a sziklák merev és állandó formáival szemben. Nem csak az évszakokkal változó képet nyújtanak, hanem még illatokat és hanghatásokat is adnak a kert képéhez, például a bambuszt suhogtató szél vagy a banánlevelekre hulló eső hangjával.
A virágoknak és fáknak mind van szimbolikus jelentésük is. A fenyő, a bambusz és a kínai szilvafa (Prunus mume) „a tél három barátja” (歲寒三友), mivel télen is szép látványt nyújtanak. Gyakran a festményeken is együtt szerepeltetik őket, mint Csao Mengcsien (Zhao Mengjian) (1199–1264) művein. A régi tudósok számára a fenyő a hosszú élet, az állhatatosság és a hű barátság jelképe volt. A bambusz a szerény bölcset, a tudást kereső embert, valamint a rugalmasságot testesítette meg. A szilvavirág a tél utáni újjászületés jelképe volt.
Az őszibarackfa a hosszú életet, a halhatatlanságot jelképezte. Egy ősi monda szerint Hszi Vangmu (Xi Wangmu) anyakirálynő kertjében az őszibarackfák csak háromezer év után virágoztak és hoztak termést, de aki ekkor evett a gyümölcsükből, az halhatatlan lett. Ezt a legendás kertet számos festményen is ábrázolták, és a kertekben is megjelenítették. A körtefák az igazságosság és a bölcsesség szimbólumai voltak. Viszont a körte szó hangzása egybeesett az eltávozás, elhagyás szóéval, ezért egy körtét felvágni balszerencsét jelentett, mert egy barátság vagy szerelem elmúlásához vezethetett. A hosszú ideig élő körtefák viszont a hosszan tartó barátságot vagy szerelmet jelképezték.
A sárgabarack a mandarinok, a császári hivatalnokok jelképe volt. A Tang-dinasztia idején a sikeres császári vizsga utáni bankettet a sárgabarackfák kertjében illett megrendezni.
A gránátalma az ifjú párok számára a sok fiúgyermeket jelképezte. A fűzfa a barátságot és az élet örömeit idézte meg. A vendégeknek a barátság jeléül fűzfaágakat ajándékoztak.
A virágok közül a legnagyobbra az orchideát, a bazsarózsát és a lótuszt értékelték. A Tang-dinasztia idején a bazsarózsa, a bőség jelképe volt a kert legünnepeltebb virága. Csou Tun-ji (Zhou Dunyi) költő írt egy híres elégiát a lótuszról, amiben azt az integritással és kiegyensúlyozottsággal azonosította. Az orchidea a nemesség és a beteljesülhetetlen szerelem jelképe volt. Tao Jüan-ming (Tao Yuanming) (kb. 365–427), a „földek és kertek költője” számos virágot, kerti növényt megörökített lírájában, köztük a krizantémot.
A kínai kertek alkotói nagyon ügyeltek a növények természetes vagy ahhoz hasonló megjelenésére. Népszerűek voltak viszont a sziklakertekben a törpefák.

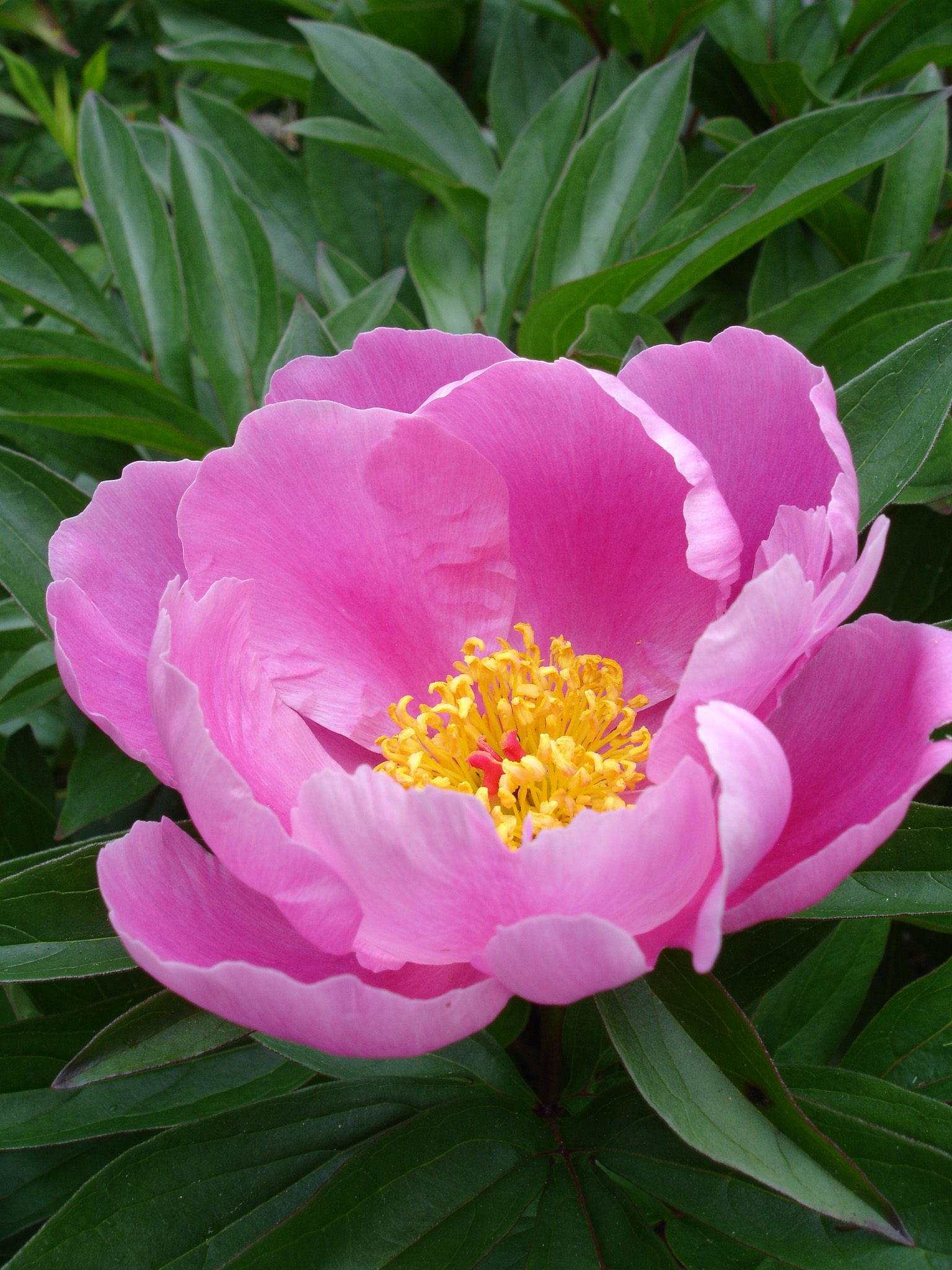
Bazsarózsa
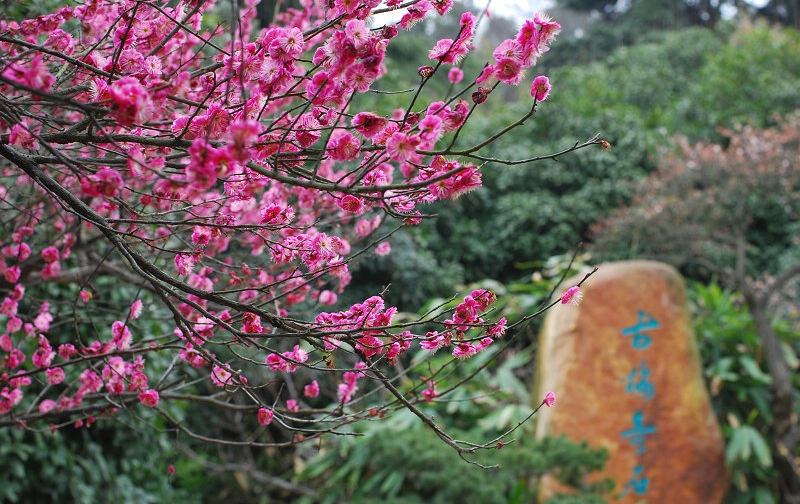
Szilvavirág
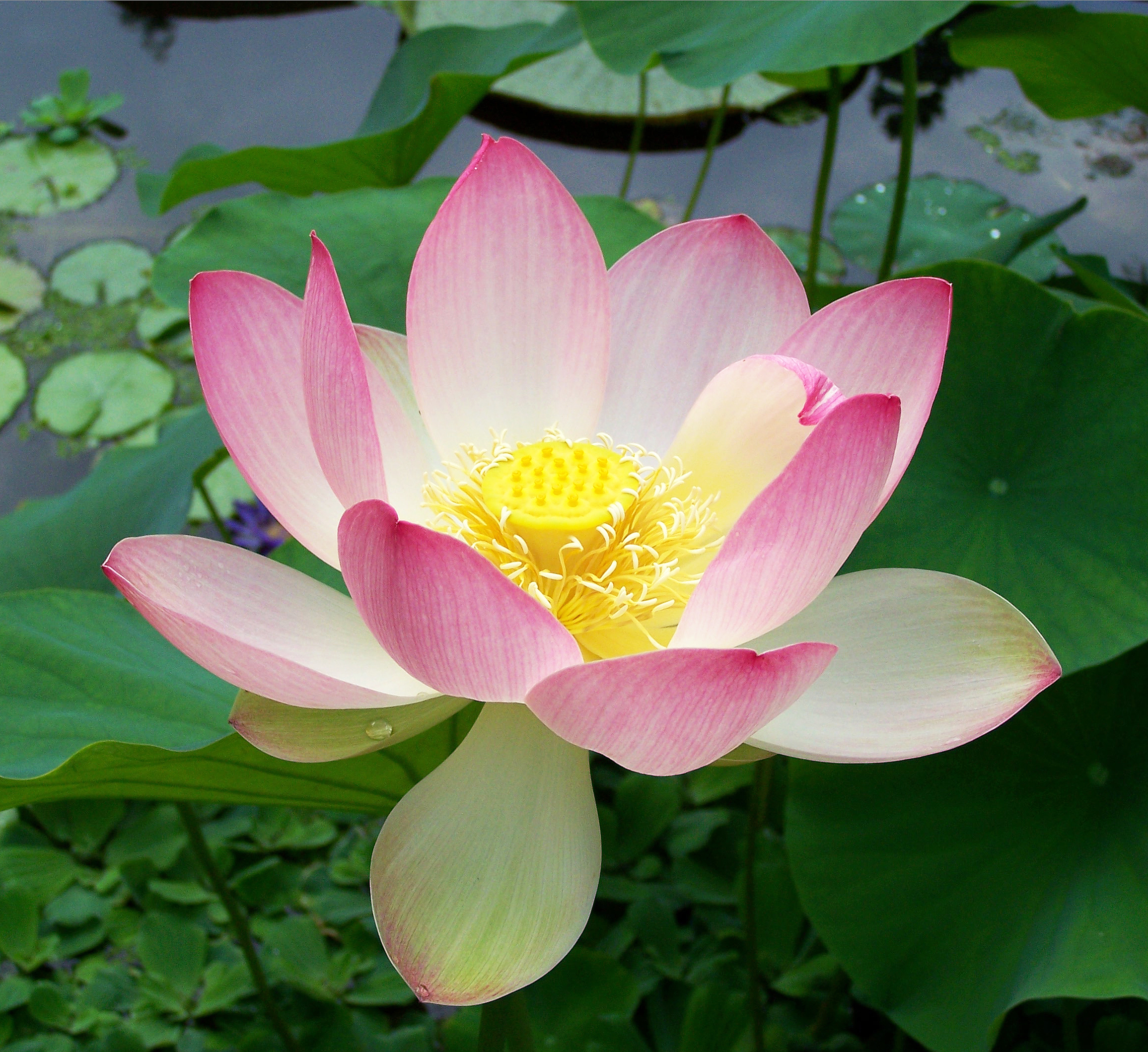
Lótuszvirág
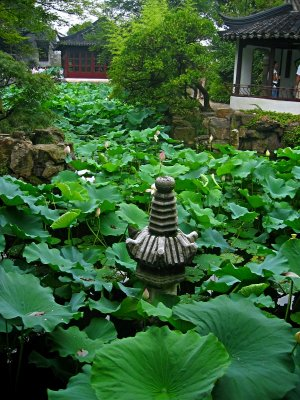
Lótusz-tavacska
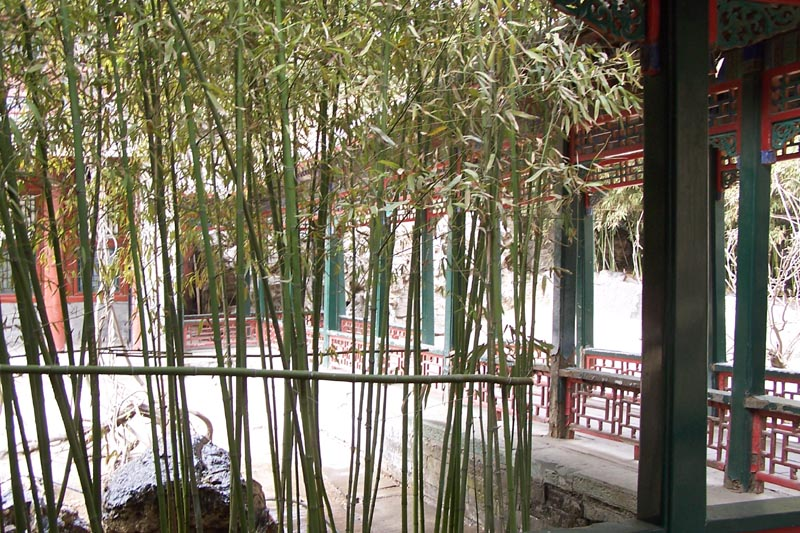
Bambusz a Nyári Palota kertjében

## A kertek szerepe a kínai kultúrában

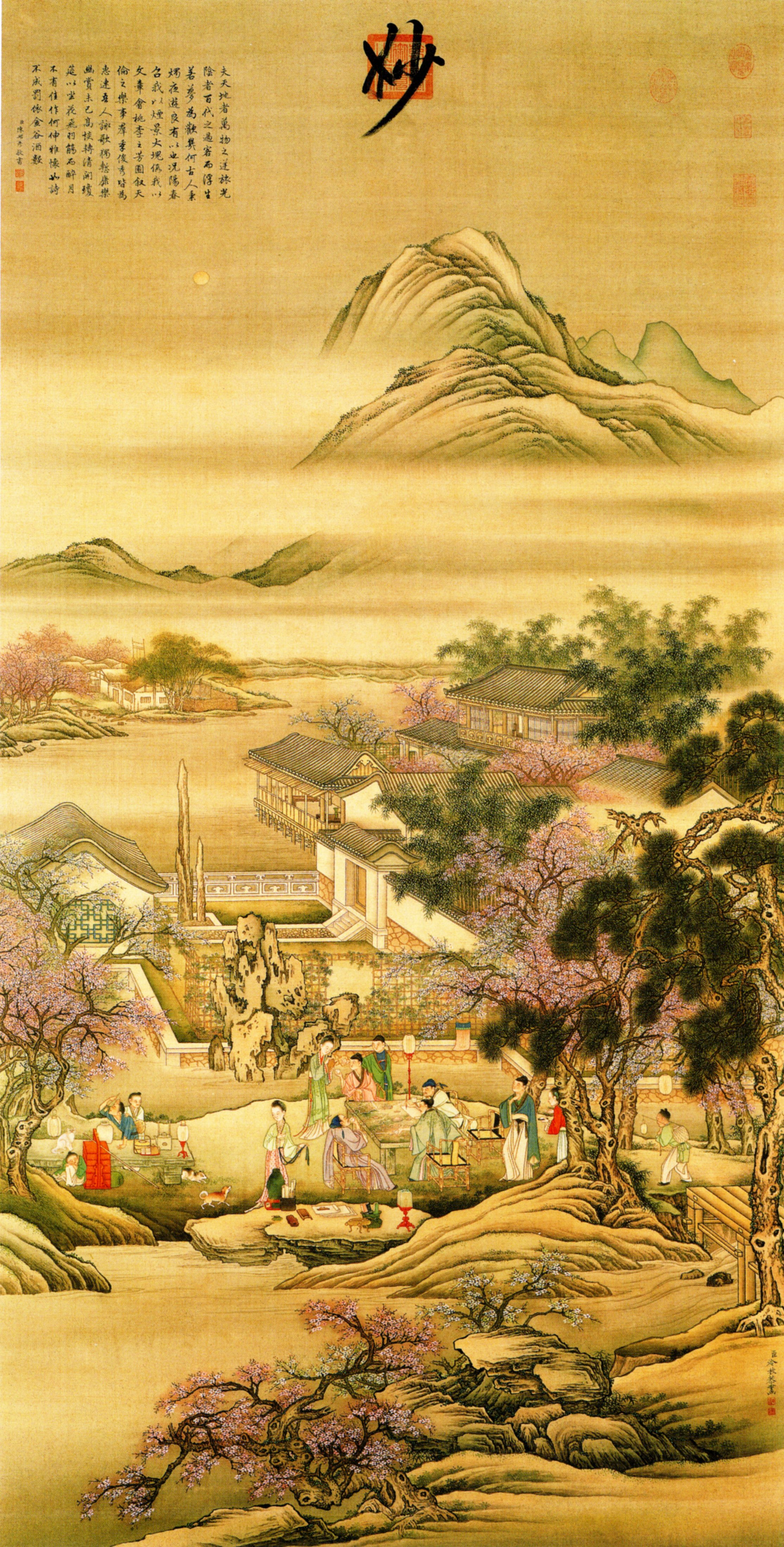
Tavaszi bankett az őszibarack- és körtevirág kertjében Leng Mei (1677–1742) festménye Li Paj (Li Bai) híres „kerti” költeményének illusztrálására

A kert nagyon fontos szerepet játszik a kínai művészetben és irodalomban, csakúgy, ahogy a művészet és irodalom is nagy hatást gyakorolt a kertkultúrára. A sansuj (shanshui) (szoros fordításban „hegy és víz” festészet, azaz tájképfestészet) az 5. században alakult ki Kínában, párhuzamosan a kertkultúra fejlődésével. A festők nem törekedtek a valóság pontos ábrázolására, inkább hangulatokat, érzéseket örökítettek meg.
Si Tao (Shi Tao) (1641–1720) tájképfestő szavakba is öntötte művészi céljait, amikor leszögezte: nem kíván hétköznapi tájképeket festeni, hanem olyan tájakat akar alkotni, amelyek az elérhetetlenség érzését keltik a szemlélőben, mint a Halhatatlanok szigete. Hasonlóképpen gondolkodtak a kertek alkotói is, amikor elhelyezték a hegyeket szimbolizáló szikláikat a tavacskák körepén.
Csi Cseng (Ji Cheng), a híres Ming-kori kertépítész nem csak a gyakorlatban, hanem az elméletben is sokat tett a kínai kertkultúráért. Fő művében, a „Kertek ereje” című munkában, a világ első kertépítészeti szakkönyvében részletesen foglalkozott a kertek szellemi és gyakorlati vonatkozásainak dialektikájával, a kertek és az irodalom, illetve a festészet összefüggéseivel. Kijelentette, hogy alaposan meg kell ismerni a valóságot ahhoz, hogy megteremthessük a kertekben a képzeletbelit. A jól sikerült kert részben isteni inspiráció eredménye, másrészt azonban emberi erőfeszítések terméke.
Az irodalomban a kertek gyakran adtak témát a költőknek és viszont. A Tang-korban felvirágzott egy külön költészeti műfaj, a „mezők és kertek költészete”, aminek egyik fő képviselője Vang Vej (Wang Wei) (701–761) volt. A költeményekből ered több híres kert elnevezése, mint a Kavargó hullámok pavilonjának kertje, vagy a Visszavonulás és elmélkedés kertje. A kerteken belül is az egyes pavilonok vagy kilátóhelyek gyakran viselték egy-egy híres verssor nevét, amit kőbe is véstek az adott helyen. Ilyen például „A hold a szellővel érkezik” pavilon, ahonnan a holdat volt szokás nézni a Páros visszavonulás kertjében, és ahol Han Jü (Han Yu) költő híres sorait vérték kőbe: „A szürkület hozza az őszt, és a szél hozza ide a holdat”. Számos, mára már régen elpusztult park emlékét költemények őrizték meg.
A kertek társadalmi és kulturális fontosságát jól mutatják a klasszikus kínai regényirodalom alkotásai is, mint A vörös szoba álma, vagy a Szép asszonyok egy gazdag házban, amelyek cselekménye nagyrészt a lakóházak körüli kertekben, a családi és a társadalmi élet egyik fő helyszínén játszódik.

### Filozófia, vallás
A klasszikus kínai kert a gazdag kínaiak életének számos vonatkozása számára helyszínt jelentett, úgy is mint az ünnepségek, szertartások, találkozók, magányos elmélkedés vagy éppen a szerelem. Helyet biztosított a festegetés, zenélés, a kalligráfia gyakorlása, vagy a klasszikus szövegek tanulmányozása számára. A kertben teát lehetett kortyolgatni, vagy meg lehetett mámorosodni a bortól. A kert jól mutatta tulajdonosa ízlését. Mindemellett azonban a kertek filozófiai üzenetet is hordoztak.
A taoizmus nagy hatást gyakorolt a kertek kialakítására. A Han-dinasztia (i. e. 206 – i. sz. 220) korától a kerteket gyakran építtették a posztjukat vesztett vagy önként visszavonult tisztviselők, mintegy menedékként a fővárosi élet zaja elől. Ebben a világi gondoktól való megszabadulás taoista ideáljait is követték. A kerteknek a harmonikus, a természetest sűrítetten utánzó környezetében találhatták meg a teremtés egységéről szóló meditáció, a megvilágosodás ideális helyét. A kanyargós ösvényeken tett idilli séta során közelebb érezték magukat az ősi, természetes élethez, az ember és a természet harmóniájához. A zegzugos útvesztők és a cikkcakkos hidak illusztrálták azt az ősi kínai mondást is, miszerint a kitérők vezetnek közelebb a titkok megfejtéséhez.
A kert részletei, mint a sziklák és a víz egyben jin és jang ellentétét és harmóniáját is kifejezték. A kemény sziklát kikoptathatja a lágy víz – ezt az ellentétet jól ábrázolták a Taj-tó mélyen erodált mészkősziklái.
A kertek filozófiájának mai megfogalmazását adta 2007-ben Csou Kan-cse (Zhou Ganzhi), a Kínai Kertépítészeti Társaság elnöke, a Kínai Tudományos Akadémia és a Kínai Műszaki Tudományos Akadémia tagja, amikor így fogalmazott: „A klasszikus kínai kertek a természet és az emberi munka tökéletes együttműködésének termékei. Tökéletesen ábrázolják a természet szépségét. A természet jobbításának is lehet tekinteni őket, sugárzik belőlük az ember művészi tehetsége.”

## Külföldi hatásai

François Boucher ilyennek ábrázolta a kínai kertet (1742)

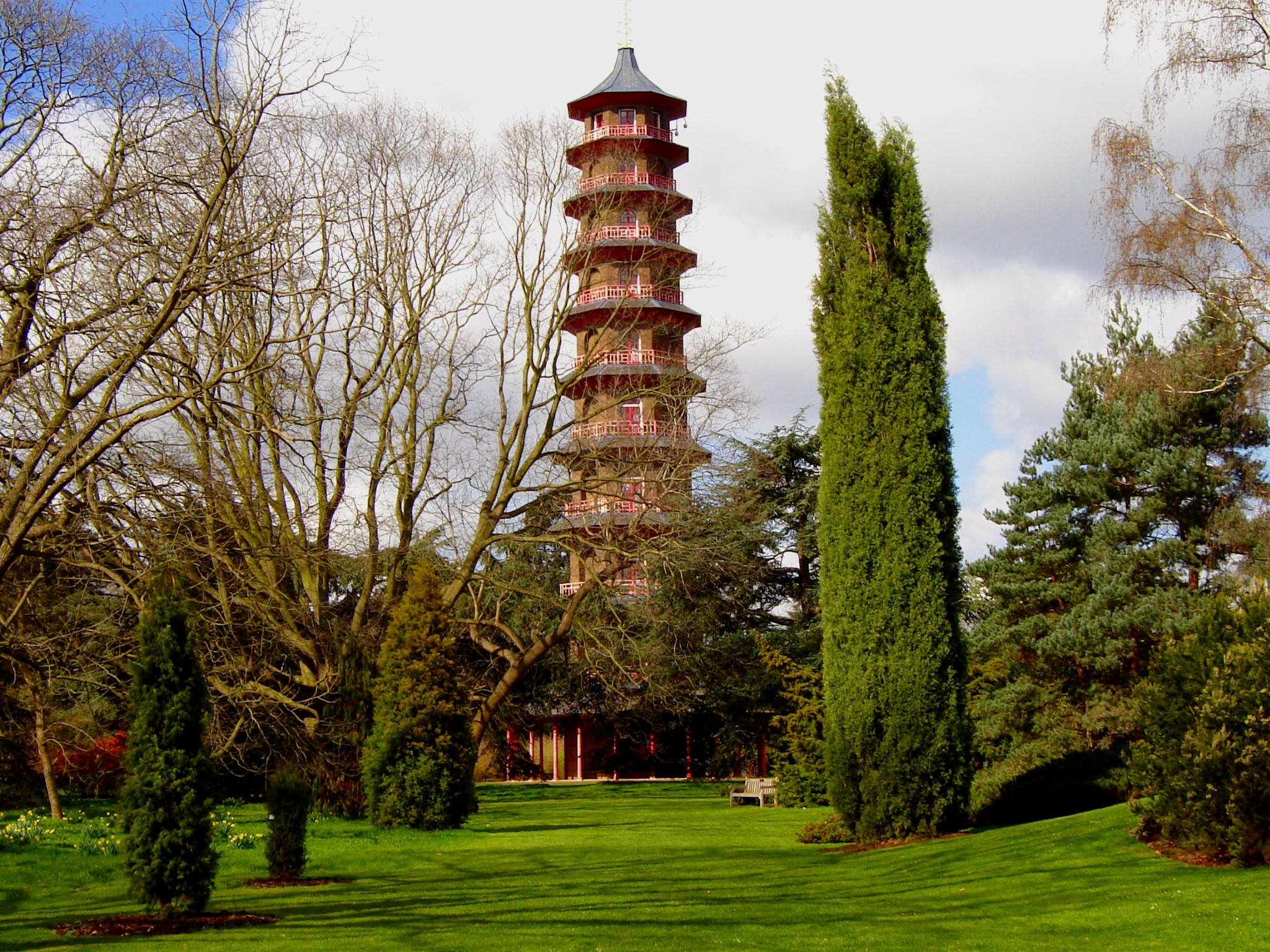
Pagoda a londoni Királyi Botanikus Kertben (Kew, 1761)

### A kínai kert hatása Japánban
A klasszikus kínai kultúra nagy hatást gyakorolt Japánra már az i. e. 6. század óta. I. sz. 607-ben Sótoku japán régensherceg diplomáciai missziót küldött Kínába, és ezzel a kulturális együttműködés több évszázados szakaszának alapjait vetette meg. Japán tudósok százai utaztak Kínába a kínai nyelv, a politikai rendszer és a kultúra tanulmányozására. A küldöttség vezetője, Ono no Imoko részletesen tájékoztatta a japán udvart a kínai kertépítészetről is. Ezek a jelentések nagy hatást gyakoroltak a japánkert kultúrájának kifejlődésére.
A Nara-korban (710–794), amikor a japán uralkodó székhelye Narában volt, számos nagy parkot építettek kínai mintára az arisztokraták számára, ahol sétálhattak, csónakázhattak, valamint kisebb kerteket is a meditáció és az elmélyültebb szemlélődés céljaira. Később, a 12–13. században az ugyancsak Kínából behozott zen buddhizmus hatására alakult ki a japán sziklakert sajátos, immár a kínaitól nagyrészt független kertművészeti ága. Az ugyanebben a korban behozott zöld tea alapján pedig megszületett a japán teaceremónia, ami a japánkertek fontos rítusa lett.

### Európa
A kínai kertről is először Marco Polo hozott hírt Európába. Kubiláj kán vadaskertje mellett részletesen leírta a kambaluki (a mai Peking) császári palota kertjét is, aminek a központi eleme egy emberkéz alkotta száz lépésnyi magas és ezer lépés kerületű hegy volt, örökzöld fákkal és azúrszínű díszkövekkel.
Xavéri Szent Ferenc, az első jezsuita, aki Kínába érkezett 1552-ben, majd Matteo Ricci is beszámoltak a kínai kertekről. Louis le Comte, XIV. Lajos francia király matematikusa meglepődéssel látta, hogy a kínai kertek nem áttekinthetőek, nincsenek geometrikus formába rendezve.
A 18. században Európában a kínai vázák, porcelánáruk megérkezésével fellendült a népszerűsége mindennek, ami Kínából származott. Nagy festők, mint Jean-Antoine Watteau és François Boucher kínai jeleneteket festettek – nagyrészt saját képzeletükből kiindulva. Az európai királyi udvarokban mindenfelé terjedt a kínai jellegű dekoráció, és ez a kertekre is hatott.
Csien-lung kínai császár (Qianlong kínai császár) (1711–1799) hasonlóképpen nagyon érdeklődött Európa iránt. Megbízást adott egy műszaki képzettségű jezsuita papnak, hogy építsen udvarában nyugati mintára szökőkutat.
A kínai kertművészet az angol kertkultúra alakulására is hatott. 1685-ben William Temple angol diplomata és író egy művében szembeállította az európai (francia) szimmetrikus kertek hagyományát az olvasmányaiból ismert kínai kertekkel. Írása jelentős visszhangot, vitát váltott ki, és hozzájárult ahhoz, hogy a 18. századra kialakuljon és megszilárduljon az önálló angol tájkertészet. Ezekben a kertekben a kor divatjának megfelelő (mű) antik romok mellett 1738-ban megjelent díszként az első kínai jellegű építmény is.
A kínai stílus nagy propagátora lett William Chambers építész (1723–1796), aki 1745 és 1747 között Kínában élt, és benyomásairól könyvet, valamint a kínai kertészetről külön disszertációt is írt.

### Egyesült Államok
1978-ban a kínai kertek társadalmi szervezete, angol nevén a Chinese Garden Society a kulturális forradalom kényszerű szünete után felújította tevékenységét, és a kínai-amerikai kapcsolatok fellendülésével is összefüggésben együttműködést alakított ki a New York-i Metropolitan Művészeti Múzeummal. Ennek egyik eredménye volt az Astor-udvar létrehozása 1980-ban a múzeumban a szucsou (suzhou)i Hálók mesterének kertje egy részlete alapján.

## Fordítás
- Ez a szócikk részben vagy egészben  a   Chinese garden című angol Wikipédia-szócikk ezen változatának fordításán alapul.  Az eredeti cikk szerkesztőit annak laptörténete sorolja fel. Ez a jelzés csupán a megfogalmazás eredetét és a szerzői jogokat jelzi, nem szolgál a cikkben szereplő információk forrásmegjelöléseként.